# Liste der Stolpersteine in Heidelberg

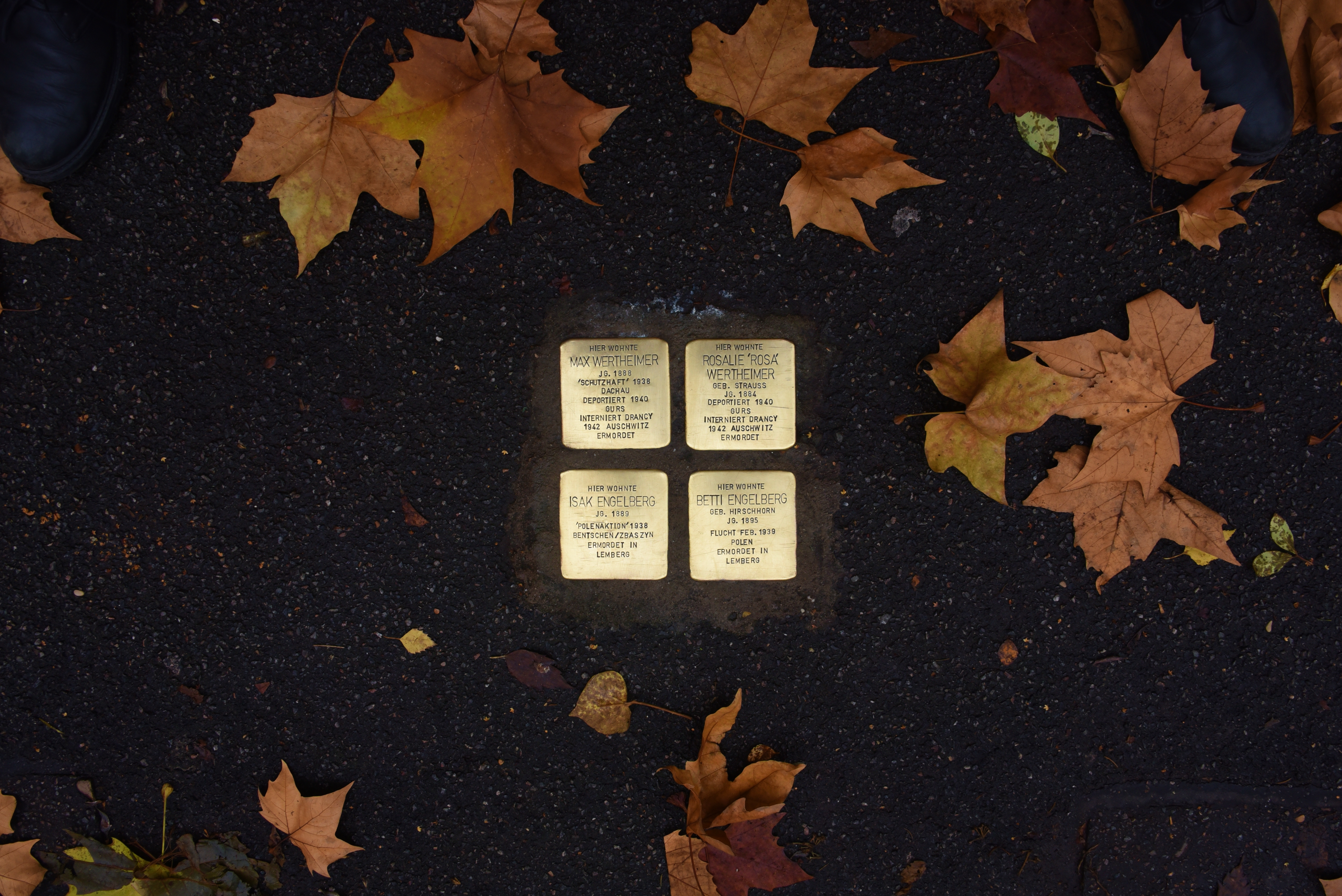
Stolpersteine für die Ehepaare Engelberg und Wertheimer

Die Liste der Stolpersteine in Heidelberg enthält die Stolpersteine in Heidelberg, die an das Schicksal der Menschen dieser Stadt erinnern, die während der Zeit des Nationalsozialismus vom NS-Regime ermordet, deportiert, vertrieben oder in den Suizid getrieben wurden. Die Stolpersteine wurden vom Künstler Gunter Demnig verlegt.

## Verlegte Stolpersteine

### Altstadt
| Stolperstein | Inschrift | Verlegeort                             | Name, Leben |
| ------------ | --- | -------------------------------------- | --- |
|              | HIER WOHNTE THEODOR ACKERMANN JG. 1906 ZWANGSSTERILISIERT 13.1.1939 VERHAFTET 1942 GEFÄNGNIS HEIDELBERG 1943 KZ NATZWEILER 1944 KZ NECKARELZ ERMORDET 28.8.1944   |                                        | Theodor Ackermann (1906–1944) |
|              | HIER LEHRTE DORIS BAUM JG. 1907 BERUFSVERBOT 1933 FLUCHT 1933 ENGLAND                                                                                             | Plöck 40                               | Doris Baum |
|              | HIER LERNTE KAROLINE BORCHARDT GEB. EHRMANN JG. 1873 DEPORTIERT 1942 THERESIENSTADT ERMORDET 4.1.1944                                                             | Plöck 40                               | Karoline Borchardt |
|              | HIER WOHNTE HANS-EDUARD BORNSTEIN JG. 1934 MIT HILFE ÜBERLEBT | Hauptstraße 111 ·                      | Hans-Eduard Bornstein (1934–1995) |
|              | HIER WOHNTE HUGO-BRUNO BORNSTEIN JG. 1896 MIT HILFE ÜBERLEBT | Hauptstraße 111 ·                      | Hugo-Bruno Bornstein (1896–1976) |
|              | HIER WOHNTE INGE-RUTH BORNSTEIN JG. 1938 MIT HILFE ÜBERLEBT | Hauptstraße 111 ·                      | Inge-Ruth Bornstein (1938–1997) |
|              | HIER WOHNTE LUISE-MARGARETE BORNSTEIN GEB. SCHÜTZE JG. 1903 MIT HILFE ÜBERLEBT                                                                                    | Hauptstraße 111 ·                      | Luise-Margarete Bornstein, geborene Schütze (1903–1960) |
|              | HIER WOHNTE MARGARETE-LUISE BORNSTEIN JG. 1937 MIT HILFE ÜBERLEBT                                                                                                 | Hauptstraße 111 ·                      | Margarete-Luise Bornstein (1937–?) |
|              | HIER WOHNTE WERNER BORNSTEIN JG. 1931 MIT HILFE ÜBERLEBT | Hauptstraße 111 ·                      | Werner Bornstein (1931–2004) |
|              | HIER WOHNTE LUDWIG BRUMMER ZEUGE JEHOVAS JG. 1920 KRIEGSDIENST VERWEIGERT ERSCHOSSEN 3.12.1941 BOBRUISK / RUSSLAND                                                | Dreikönigstraße 24                     | Ludwig Brummer |
|              | HIER LEHRTE DR. DORA BUSCH GEB. JELLINEK JG. 1888 BERUFSVERBOT 1933 DEPORTIERT 1944 THERESIENSTADT BEFREIT                                                        | Plöck 40                               | Dora Busch |
|              | HIER WOHNTE HERMANN DURLACHER JG. 1893 VERHAFTET 1938 DACHAU DEPORTIERT 1940 GURS ERMORDET IN AUSCHWITZ                                                           | Hauptstraße 121                        | Hermann Durlacher |
|              | HIER WOHNTE LUDWIG DURLACHER JG. 1927 KINDERTRANSPORT 1939 ENGLAND ÜBERLEBT                                                                                       | Hauptstraße 121                        | Ludwig Durlacher |
|              | HIER WOHNTE MARTA DURLACHER GEB. FISCHER JG. 1897 DEPORTIERT 1940 GURS ERMORDET IN AUSCHWITZ                                                                      | Hauptstraße 121                        | Marta Durlacher geb. Fischer |
|              | HIER WOHNTE WALTER DURLACHER JG. 1924 KINDERTRANSPORT 1939 ENGLAND ÜBERLEBT                                                                                       | Hauptstraße 121                        | Walter Durlacher |
|              | HIER LEHRTE DR. EUGEN EHRMANN JG. 1867 GEDEMÜTIGT / ENTRECHTET MIT HILFE ÜBERLEBT                                                                                 | Plöck 40                               | Eugen Ehrmann |
|              | HIER LEHRTE DR. BERTA EISENMANN VERH. BAER JG. 1907 BERUFSVERBOT 1933 FLUCHT 1935 ITALIEN 1939 USA                                                                | Plöck 40                               | Berta Eisenmann |
|              | HIER WOHNTE HEINRICH FEHRENTZ JG. 1908 VERHAFTET 1943 'FEINDSENDER' ABGEHÖRT ZUCHTHAUS STUTTGART HINGERICHTET 22.12.1943                                          | Dreikönigstraße 15                     | Heinrich Fehrentz |
|              | ANNI AUGUSTE FISCH JG. 1906 FLUCHT 1937 USA | Friedrich-Ebert-Anlage 55              | Anni Auguste Fisch wurde am 15. Januar 1906 in Heidelberg geboren. Sie war bis 1936 als kaufmännische Angestellte in einer Zigarrenfabrik in Leimen tätig. Am 10. Februar 1937 emigrierte sie in die USA und betätigte sich als Büroangestellte. Sie heiratete und nahm den Nachnamen Leschnik an. Sie ist im Juli 1989 in Queens, New York verstorben. |
|              | HIER WOHNTE HERMINE FISCH GEB. STERNWEILSER JG. 1880 DEPORTIERT 1940 GURS INTERNIERT DRANCY 1944 AUSCHWITZ ERMORDET                                               | Friedrich-Ebert-Anlage 55              | Hermine Fisch (geborene Sternweiler) wurde am 23. April 1880 in Walldorf geboren. Sie war Hausfrau und mit Nathan Fisch verheiratet welcher am 19. Juni 1874 verstarb. Mit diesem hatte sie die beiden Kinder Annu Auguste und Walter Julius. Hermine wurde im Oktober 1940 in das Lager Gurs deportiert. Es folgten weitere Internierungen, so am 21. Februar 1941 in Nizza, am 26. Oktober 1942 in Toulouse, am 2. April 1944 in Verner, am 25. Mai 1944 in Drancy und schließlich am 1. Juni 1944 im Konzentrationslager Auschwitz. Sie wurde am 8. Mai 1945 für tot erklärt. |
|              | WALTER JULIUS FISCH JG. 1910 IM WIDERSTAND FLUCHT 1933 SCHWEIZ 1935 PRAG 1939 SCHWEIZ INTERNIERT SCHWEIZ ÜBERLEBT                                                 | Friedrich-Ebert-Anlage 55              | Walter Julius Fisch wurde am 16. Februar 1910 in Heidelberg geboren. Er machte 1928 sein Abitur und studierte bis 1931 Betriebswirtschaft in Frankfurt. Seit 1928 war er Funktionär des Kommunistischen Jugendverbands Deutschland und seit 1932 Mitglied der hessischen KPD. Er floh 1933 in die Schweiz, welche ihn 1935 auswies. Bis 1938 hielt er sich in Prag auf und war für die Rote Hilfe tätig. Danach ging er erneut in die Schweiz und war dort von 1939 bis 1944 interniert. Nach dem Zweiten Weltkrieg kehrte er zurück nach Deutschland und war KPD Abgeordneter in hessischen Landtag. Von 1949 bis 1953 war er Mitglied des ersten deutschen Bundestages. Nach dem Verbot der KPD im Jahre 1956 wurde er zu drei Jahren Gefängnis verurteilt. Walter Julius starb am 21. Dezember 1966. |
|              | | Hauptstraße 95                         | Herta Flamme |
|              | | Hauptstraße 95                         | Dietrich Flamme |
|              | HIER WOHNTE ELISABETH GEISSMAR GEB. HIRSCH JG. 1880 UNFREIWILLIG VERZOGEN 1934 MÜNCHEN DEPORTIERT 1942 THERESIENSTADT ERMORDET 1944 AUSCHWITZ                     | Graimbergweg 1                         | Elisabeth Geissmar, auch Elisabeth Geißmar (geborene Hirsch), wurde am 13. Februar 1880 in Mannheim geboren. Sie war mit Jakob Geißmar verheiratet und zog mit diesem am 30. Juni 1934 nach Pöcking. Mit ihrem Ehemann wurde sie im Juni 1942, zusammen mit ihrem Mann, in das Ghetto Theresienstadt deportiert. Von dort folgte die Deportation am 12. Oktober 1944 in das KZ Auschwitz. Sie wurde dort ermordet. |
|              | HIER WOHNTE ELSE GEISSMAR JG. 1908 FLUCHT 1938 USA ÜBERLEBT | Graimbergweg 1                         | Else Geissmar |
|              | HIER WOHNTE JAKOB GEISSMAR JG. 1868 UNFREIWILLIG VERZOGEN 1934 MÜNCHEN DEPORTIERT 1942 THERESIENSTADT TOT 17.12.1943                                              | Graimbergweg 1                         | Jakob Geissmar, auch Jakob Geißmar, wurde am 1. November 1868 in Mannheim geboren. Er war als Landgerichtsrat tätig. Im November 1934 zog er im Ruhestand nach Pöcking bei München. Er wurde am 25. Juni 1942 in das Ghetto Theresienstadt deportiert und ist dort am 17. Dezember 1943 verstorben. |
|              | HIER WOHNTE MARTHA GEISSMAR JG. 1905 UNFREIWILLIG VERZOGEN 1934 MÜNCHEN BERLIN DEPORTIERT 1943 THERESIENSTADT ERMORDET 1944 AUSCHWITZ                             | Graimbergweg 1                         | Martha Geissmar, auch Martha Geißmar, wurde am 30. Mai 1905 in Heidelberg geboren. Sie lebte in München und in Berlin. Am 16. Juni 1943 wurde sie in das Ghetto Theresienstadt deportiert. Von dort folgte ihre Deportation am 23. Oktober 1944 in das KZ Auschwitz, wo sie getötet wurde. Am 31. Dezember 1944 wurde sie für tot erklärt. |
|              | | Karl-Ludwig-Straße 4                   | Betty Guhrauer |
|              | | Karl-Ludwig-Straße 4                   | Ilse Guhrauer |
|              | | Karl-Ludwig-Straße 4                   | Ada Guhrauer |
|              | HIER WOHNTE ELLA GUTMAN GEB. MOMBERT JG. 1868 DEPORTIERT 1940 GURS FLUCHT 1941 SCHWEIZ ÜBERLEBT                                                                   | Klingenteichstraße 6                   | Ella Gutman |
|              | HIER WOHNTE FRITZ HARRER JG. 1894 EINGEWIESEN 1934 HEILANSTALT WIESLOCH 'VERLEGT' 28.6.1940 GRAFENECK ERMORDET 28.6.1940 'AKTION T4'                              | Friedrich-Ebert-Anlage 32 ·            | Fritz Harrer (1894–1940) |
|              | HIER WOHNTE URSULA HAUG JG. 1937 'EINGEWIESEN' 9.8.1940 HEILANSTALT WIESLOCH 'KINDERFACHABTEILUNG' ERMORDET 5.8.1941                                              | Krahnengasse 6 ·                       | Ursula Haug (1937–1941) |
|              | HIER WOHNTE JULIE JANKAU JG. 1863 DEPORTIERT 1940 GURS TOT 6.3.1942 RECEBEDOU                                                                                     | Plöck 34                               | Julie Jankau |
|              | HIER WOHNTE ANNA JÖRDER JG. 1903 STERILISIERT 1937 PSYCHIATRIE HEIDELBERG HEILANSTALT WIESLOCH 'VERLEGT' 14.11.1940 GRAFENECK ERMORDET 14.11.1940 'AKTION T4'     | Plöck 73 ·                             | Anna Jörder (1903–1940) |
|              | HIER WOHNTE WILHELM LACHER JG. 1881 IM WIDERSTAND/KPD VERHAFTET 6.1.1937 GEFÄNGNIS HEIDELBERG MISSHANDELT ERHÄNGT IN SEINER ZELLE AUFGEFUNDEN 8./9.2.1937         |                                        | Wilhelm Lacher (1881–1937) |
|              | HIER WOHNTE JACOB LEONHARD JG. 1866 EINGEWIESEN 1943 HEILANSTALT WIESLOCH 'VERLEGT' 5.6.1944 HEILANSTALT HADAMAR ERMORDET 5.6.1944                                | Große Mantelgasse 12 · Altstadt ·      | Jacob Leonhard (1866–1944) |
|              | HIER WOHNTE BERTHA LINICK GEB. LEDERMANN JG. 1877 DEPORTIERT 1940 GURS INTERNIERT NOÉ TOT 27.12.1942                                                              | Karl-Ludwig-Straße 4 · Altstadt ·      | Bertha Linick, geborene Ledermann (1877–1942) |
|              | HIER WOHNTE DAVID LINICK JG. 1877 DEPORTIERT 1940 GURS MEHRERE INTERNIERUNGSLAGER BEFREIT                                                                         | Karl-Ludwig-Straße 4 · Altstadt ·      | David Linick (1877–1965) |
|              | HIER WOHNTE EDGAR LINICK JG. 1903 FLUCHT 1933 SPANIEN INTERNATIONALE BRIGADEN 1939 FRANKREICH SEIT 1939 MEHRERE INTERNIERUNGSLAGER BEFREIT                        | Karl-Ludwig-Straße 4 · Altstadt ·      | Edgar Linick (1903–1982) |
|              | HIER WOHNTE MARGARETE LINICK JG. 1906 FLUCHT 1936 SPANIEN INTERNATIONALE BRIGADEN 1938 FRANKREICH INTERNIERT DRANCY DEPORTIERT 1942 ERMORDET IN AUSCHWIT7         | Karl-Ludwig-Straße 4 · Altstadt ·      | Margarete Linick (1906–1942/45) |
|              | HIER WOHNTE PAUL ROBERT MAYER JG. 1868 FLUCHT 1939 SCHWEIZ 1941 USA                                                                                               | Friedrich-Ebert-Anlage 16 · Altstadt · | Paul Robert Mayer (1868–1960) |
|              | HIER WOHNTE ELSBETH MAYER GEB. HEILBRUNN JG. 1883 FLUCHT 1939 SCHWEIZ 1941 USA                                                                                    | Friedrich-Ebert-Anlage 16              | Elisabeth (Elsbeth) Mayer, geb. Heilbrunn (1883–1948) |
|              | HIER WOHNTE ALFRED LEOPOLD MAYER JG. 1905 FLUCHT 1936 USA | Friedrich-Ebert-Anlage 16              | Alfred Leopold Mayer (1905–1990) |
|              | HIER WOHNTE KARL FRIEDRICH MAYER JG. 1910 FLUCHT 1938 USA | Friedrich-Ebert-Anlage 16              | Peter Karl Friedrich Mayer (1910–2004) |
|              | HIER LEHRTE MARGOT MEYER JG. 1909 BERUFSVERBOT 1933 FLUCHT 1933 ENGLAND 1934 PALÄSTINA                                                                            | Plöck 40                               | Margot Meyer |
|              | HIER WOHNTE ALFRED MOMBERT JG. 1872 DEPORTIERT 1940 GURS FLUCHT 1941 SCHWEIZ ÜBERLEBT                                                                             | Klingenteichstraße 6                   | Alfred Mombert |
|              | HIER WOHNTE BABETTE OPPENHEIMER GEB. MAIER JG. 1877 DEPORTIERT 1940 GURS TOT 1.9.1944 PERIGUEUX                                                                   | Marktplatz 7                           | Babette Oppenheimer |
|              | HIER WOHNTE BRUNO OPPENHEIMER JG. 1904 EINGEWIESEN 1922 HEILANSTALT KORK 'VERLEGT' 23.10.1940 GRAFENECK ERMORDET 23.10.1940 AKTION T4                             | Sofienstraße 1                         | Bruno Oppenheimer |
|              | HIER WOHNTE LEOPOLD OPPENHEIMER JG. 1875 DEPORTIERT 1940 GURS TOT 23.11.1940                                                                                      | Marktplatz 7                           | Leopold Oppenheimer |
|              | | Plöck 10                               | Heinrich Orenstein |
|              | | Plöck 10                               | Selma Orenstein |
|              | | Plöck 10                               | Zita Orenstein |
|              | | Plöck 10                               | Fay Orenstein |
|              | | Plöck 10                               | Käthe Orenstein |
|              | | Plöck 10                               | Cilly Orenstein |
|              | HIER LEBTE LUCIA ÖSTRINGER JG. 1933 EINGEWIESEN 1937 PAULUSHEIM HEILANSTALT MOSBACH 'VERLEGT' 17.9.1940 GRAFENECK ERMORDET 17.9.1940                              | Plankengasse 2 · Altstadt ·            | Lucia Östringer (1933–1940) |
|              | HIER LEHRTE HELENE PREETORIUS JG. 1889 BERUFSVERBOT 1933 MIT HILFE ÜBERLEBT                                                                                       | Plöck 40                               | Helene Preetorius |
|              | HIER WOHNTE MAX SAMUEL PRESS-SIMON JG. 1904 FLUCHT 1933 PALÄSTINA                                                                                                 | Hauptstraße 123                        | Max Samuel Press-Simon |
|              | HIER WOHNTE UND ARBEITETE FLORA SELIGMANN GEB. HIRSCH JG. 1887 FLUCHT 1938 URUGUAY ÜBERLEBT                                                                       | Plöck 34                               | Flora Seligmann |
|              | BÄCKEREI SELIGMANN HIER WOHNTE UND ARBEITETE FRIEDRICH SELIGMANN JG. 1881 FLUCHT 1938 URUGUAY ÜBERLEBT                                                            | Plöck 34                               | Friedrich Seligmann |
|              | HIER WOHNTE UND ARBEITETE LUDWIG SELIGMANN JG. 1910 FLUCHT 1935 URUGUAY ÜBERLEBT                                                                                  | Plöck 34                               | Ludwig Seligmann |
|              | HIER WOHNTE RUTH SIMON JG. 1928 FLUCHT 1933 PALÄSTINA | Hauptstraße 123                        | Ruth Simon |
|              | HIER WOHNTE SOPHIE SIMON GEB. WEINER JG. 1901 FLUCHT 1933 PALÄSTINA                                                                                               | Hauptstraße 123                        | Sophie Simon geb. Weiner |
|              | HIER WOHNTE ABRAHAM 'ALBERT' SOMMER JG. 1867 DEPORTIERT 1940 GURS TOT 1.6.1943 CORNIL                                                                             | Friedrich-Ebert-Anlage 41              | Abraham Sommer wurde am 3. März 1877 in Freudenberg geboren. Er war als Kaufmann tätig und seit 1892 Inhaber eines Wäsche- und Ausstattungsgeschäftes. Mit dem „Judenboykott“ 1933 kam es zum Geschäftsrückgang, was 1935 zur Verkleinerung und Verlegung des Geschäfts und schließlich zum nur noch in der Wohnung betriebenen Verkaufs führte. Am 9. Dezember 1938 wurde das Geschäft aufgegeben. Abraham wurde Oktober 1940 in das Lager Gurs deportiert, danach vom 20. März 1941 bis zum 10. März 1943 in das Lager Récébédou und Nexon. Am 1. Juni 1943 verstarb er im Hospital in Cornil. |
|              | HIER WOHNTE ELSA SOMMER GEB. HERZFELD JG. 1871 GEDEMÜTIGT / ENTRECHTET TOT 20.1.1939                                                                              | Friedrich-Ebert-Anlage 41              | Elsa Sommer (geborene Herzfeld) wurde am 17. Oktober 1871 in Bleichroda geboren. Sie war die Ehefrau von Abraham Sommer und die Mutter von Eugen Sommer. Sie ist am 21. Januar 1939 in Heidelberg verstorben. |
|              | HIER WOHNTE EUGEN-FRIEDRICH SOMMER JG. 1899 FLUCHT 1940 URUGUAY                                                                                                   | Friedrich-Ebert-Anlage 41              | Eugen-Friedrich Sommer wurde am 6. März 1899 in Heidelberg geboren. Er war als Kaufmann tätig und bis 1933 Mitinhaber des Unternehmens seines Vaters Abraham Sommer. Durch die boykottbedingte Verkleinerung des Geschäftes war er von 1933 bis 1938 nur noch als Angestellter im väterlichen Betrieb tätig. Am 2. Februar 1940 emigrierte er nach Uruguay wo er bis 1960 als Handelsvertreter tätig war. Im Mai 1960 kam es zu einer kurzen Rückkehr nach Heidelberg, bis er im Oktober 1961 wieder nach Uruguay zog. |
|              | | Karl-Ludwig-Straße 4                   | Frieda Straus |
|              | HIER WOHNTE KARL JAKOB STRAUSS JG. 1886 FLUCHT 1933 HOLLAND VERHAFTET 13.7.1940 ZURÜCKGEFÜHRT GEFÄNGNIS MANNHEIM ENTLASSEN 1.3.1941 1941 HOLLAND 1942 ARGENTINIEN | Ziegelhäuser Landstraße 63             | Karl Jakob Strauss (1886–1973) |
|              | HIER WOHNTE DOROTHEA STRAUSS VERH. NATHAN JG. 1926 FLUCHT 1933 HOLLAND 1942 ARGENTINIEN                                                                           | Ziegelhäuser Landstraße 63             | Dorothea Charlotte, gen. Dolly Strauss, verh. Nathan (1926–2019) |
|              | HIER WOHNTE ELSIE STRAUSS GEB. REIS JG. 1898 FLUCHT 1933 HOLLAND 1942 ARGENTINIEN                                                                                 | Ziegelhäuser Landstraße 63             | Elsie Strauss, geb. Reis (1898–2000) |
|              | HIER WOHNTE JULIAN WILHELM STRAUSS JG. 1919 FLUCHT 1933 HOLLAND 1942 ARGENTINIEN                                                                                  | Ziegelhäuser Landstraße 63             | Julian Wilhelm Strauss (1919–1993) |
|              | HIER WOHNTE ALFRED FRIEDRICH STRAUSS JG. 1921 FLUCHT 1933 HOLLAND 1942 ARGENTINIEN                                                                                | Ziegelhäuser Landstraße 63             | Alfred Friedrich, gen. Freddy Strauss (1921–2005) |
|              | HIER LEBTE HUBERT WEIDINGER JG. 1928 EINGEWIESEN 1928 PAULUSHEIM HEILANSTALT MOSBACH 'VERLEGT' 17.9.1940 GRAFENECK ERMORDET 17.9.1940                             | Plankengasse 2 · Altstadt ·            | Hubert Weidinger (1928–1940) |
|              | HIER WOHNTE FRITZ SAMUEL WERTHEIMER JG. 1924 DEPORTIERT 1940 GURS INTERNIERT DRANCY 1943 AUSCHWITZ ERMORDET                                                       | Hauptstraße 187                        | Fritz Samuel Wertheimer |
|              | HIER WOHNTE JULIUS WERTHEIMER JG. 1882 'SCHUTZHAFT' 1938 DACHAU DEPORTIERT 1940 GURS TOT 19.12.1940                                                               | Hauptstraße 187                        | Julius Wertheimer |
|              | HIER WOHNTE KARL WERTHEIMER JG. 1915 FLUCHT 1937 KOLUMBIEN | Hauptstraße 187                        | Karl Wertheimer |
|              | HIER WOHNTE KLARA WERTHEIMER GEB. STRAUSS JG. 1881 DEPORTIERT 1940 GURS TOT 25.11.1940                                                                            | Hauptstraße 187                        | Klara Wertheimer |
|              | HIER WOHNTE JACOB ZAHN JG. 1913 EINGEWIESEN 1931 HEILANSTALT WIESLOCH 'VERLEGT' 20.4.1940 GRAFENECK ERMORDET 20.4.1940                                            | Ziegelgasse 14 · Altstadt ·            | Jacob Zahn (1913–1940) |

### Bergheim
| Stolperstein | Inschrift | Verlegeort            | Name, Leben |
| ------------ | --- | --------------------- | --- |
|              | HIER WOHNTE RICHARD MAX BROOSCH JG. 1912 VERHAFTET 1938 VERURTEILT '§175' ZUCHTHAUS BRUCHSAL 1942 SCHWÄBISCH HALL TOT 22.1.1943 MAUTHAUSEN | Bergheimer Straße 81  | Richard Max Broosch |
|              | HIER WOHNTE BETTI ENGELBERG GEB. HIRSCHHORN JG. 1895 FLUCHT FEB. 1939 POLEN ERMORDET IN LEMBERG                                            | Bluntschlistraße 4    | Betti Engelberg |
|              | HIER WOHNTE ISAK ENGELBERG JG. 1889 ’POLENAKTION’ 1938 BENTSCHEN/ZBASZYN ERMORDET IN LEMBERG                                               | Bluntschlistraße 4    | Isak Engelberg wurde am 19. Juli 1889 in Przewloka oder Buczacz geboren. Von 1905 bis 1908 war er in kaufmännischer Lehre in Österreich. Ab 1925 leitete er eine Textilwaren- und Möbelhandlung in Heidelberg und war ab 1934 Inhaber einer Schuhwarenhandlung. Am 28. Oktober 1938 wurde er als polnischer Staatsbürger Rahmen der Polenaktion aus dem deutschen Reich ausgewiesen und das Schuhgeschäft ging am 16. Februar 1939 „in arische Hände über“. Seine Frau Betti, geborene Hirschhorn (* 3. September 1895 in Buczacz) folgte ihm ins polnische Exil. Nach der deutschen Besetzung im Zuge des Überfalls auf die Sowjetunion wurden beide im Ghetto Lemberg interniert. Isaak wurde am 31. Dezember 1942 offiziell für tot erklärt. Auch seine Frau wurde später für tot erklärt. Das Wohnhaus der Eheleute wurde zu einem sogenannten Judenhaus. |
|              | HIER WOHNTE BABETTE 'LIESE' GUTMANN GEB. OTTENSOSER JG. 1913 FLUCHT 1937 USA                                                               | Bergheimer Straße 118 | Babette Gutmann geb. Ottensoser, gen. Liese |
|              | HIER WOHNTE HERMINE GUTMANN GEB. FREUND JG. 1885 DEPORTIERT 1940 GURS INTERNIERT DRANCY 1942 AUSCHWITZ ERMORDET                            | Bergheimer Straße 118 | Hermine Gutmann |
|              | HIER WOHNTE MAX GUTMANN JG. 1881 GEDEMÜTIGT / ENTRECHTET TOT 3.6.1936                                                                      | Bergheimer Straße 118 | Max Gutmann |
|              | HIER WOHNTE MAX THOMAS GUTMANN JG. 1937 FLUCHT 1937 USA                                                                                    | Bergheimer Straße 118 | Max Thomas Gutmann |
|              | HIER WOHNTE OTTO SALLY GUTMANN JG. 1909 FLUCHT 1937 USA                                                                                    | Bergheimer Straße 118 | Otto Sally Gutmann |
|              | HIER WOHNTE NATHALIE STERNWEILER GEB. FELLHEIMER JG. 1865 GEDEMÜTIGT/ENTRECHTET TOT 25. NOV. 1939                                          |                       | Nathalie Sternweiler (1865–1939) |
|              | HIER WOHNTE ABRAHAM ARTHUR WERTHEIMER JG. 1871 DEPORTIERT 1940 GURS TOT 3. NOV. 1940                                                       |                       | Abraham Arthur Wertheimer (1871–1940) |
|              | HIER WOHNTE MAX WERTHEIMER JG. 1888 'SCHUTZHAFT' 1938 DACHAU DEPORTIERT 1940 GURS INTERNIERT DRANCY 1942 AUSCHWITZ ERMORDET                | Bluntschlistraße 4    | Max Wertheimer wurde am 31. März 1888 in Östringen geboren. Er war als Kaufmann tätig und seit dem 22. November 1920 mit Rosalie verheiratet. Am 11. November 1938 wurde er in Dachau inhaftiert, am 22. Oktober 1940 nach Gurs und am 19. August 1942 nach Auschwitz deportiert. |
|              | HIER WOHNTE ROSALIE 'ROSA' WERTHEIMER GEB. STRAUSS JG. 1884 DEPORTIERT 1940 GURS INTERNIERT DRANCY 1942 AUSCHWITZ ERMORDET                 | Bluntschlistraße 4    | Rosalie Wertheimer (geborene Strauß) wurde am 29. April 1884 in Göllheim geboren. Sie war mit Max Wertheimer verheiratet und als Hausfrau tätig. Mit ihrem Mann wurde sie nach Gurs und am 14. August 1942, 5 Tage vor ihrem Mann, nach Auschwitz deportiert. |
|              | HIER WOHNTE ROSITA WERTHEIMER GEB. STERNWEILER JG. 1884 DEPORTIERT 1940 GURS INTERNIERT DRANCY 1942 AUSCHWITZ ERMORDET                     |                       | Rosita Wertheimer (1884–1942) |

### Handschuhsheim
In Handschuhsheim wurden bis Ende 2022 13 Stolpersteine an sechs Adressen verlegt.
| Stolperstein | Inschrift | Verlegeort                             | Name, Leben                    |
| ------------ | --- | -------------------------------------- | ------------------------------ |
|              | HIER WOHNTE GISELA DEMUTH JG. 1911 MIT HILFE ÜBERLEBT | Hainsbachweg 1                         | Gisela Demuth                  |
|              | HIER WOHNTE HANS-WERNER DEMUTH JG. 1918 FLUCHT 1938 FRANKREICH INTERNIERT DRANCY 1942 AUSCHWITZ ERMORDET                                                                          | Hainsbachweg 1                         | Hans-Werner Demuth             |
|              | HIER WOHNTE DR. LUDWIG DEMUTH JG. 1873 BERUFSVERBOT 1933 DEPORTIERT 1940 GURS INTERNIERT RÉCÉBÉDOU BEFREIT / ÜBERLEBT                                                             | Hainsbachweg 1                         | Ludwig Demuth                  |
|              | HIER WOHNTE OLGA DEMUTH GEB. GEISMAR JG. 1885 GEDEMÜTIGT / ENTRECHTET TOT 26.7.1940                                                                                               | Hainsbachweg 1                         | Olga Demuth                    |
|              | HIER WOHNTE BARBARA GÄRTNER JG. 1916 STERILISIERT 1938 PSYCHIATRIE HEIDELBERG EINGEWIESEN 1939 HEILANSTALT WIESLOCH 'VERLEGT' 6.6.1944 HEILANSTALT HADAMAR ERMORDET 6.6.1944      | St. Michaelsgasse 5 · Handschuhsheim · | Barbara Gärtner (1916–1944)    |
|              | HIER WOHNTE EMIL JULIUS GUMBEL JG. 1891 GEDEMÜTIGT / ENTRECHTET AUSGEBÜRGERT 23. 8. 1933 FLUCHT 1933 FRANKREICH 1940 USA                                                          | Beethovenstraße 39                     | Emil Julius Gumbel (1891–1966) |
|              | HIER WOHNTE HARALD GUMBEL JG. 1921 GEDEMÜTIGT / ENTRECHTET FLUCHT 1933 FRANKREICH 1941 USA                                                                                        | Beethovenstraße 39                     | Harald Gumbel                  |
|              | HIER WOHNTE MARIE LUISE GUMBEL GEB. CZETTRITZ JG. 1892 GEDEMÜTIGT / ENTRECHTET FLUCHT 1933 FRANKREICH 1941 USA                                                                    | Beethovenstraße 39                     | Marie Luise Gumbel             |
|              | HIER WOHNTE HARRY 'HELMUT' MEYER JG. 1879 VERHAFTET 1942 GEFÄNGNIS HEIDELBERG DEPORTIERT 1942 IZBICA ERMORDET                                                                     | Steubenstraße 36                       | Harry Helmut Meyer             |
|              | HIER WOHNTE HELMUT W. MEYER JG. 1912 IM WIDERSTAND VERHAFTET 12.8.1936 'STAATSGEFÄHRDENDE GEWALTAKTE' SONDERGERICHT MANNHEIM GEFÄNGNIS BRUCHSAL INTERNIERT KISLAU FLUCHT 1938 USA | Steubenstraße 36                       | Helmut W. Meyer                |
|              | HIER WOHNTE META MEYER GEB. LEVIN JG. 1887 DEPORTIERT 1940 GURS INTERNIERT DRANCY 1942 AUSCHWITZ ERMORDET                                                                         | Steubenstraße 36                       | Meta Meyer geb. Lewin          |
|              | HIER WOHNTE KLARA NÄGELE GEB. SIGAL JG. 1899 DEPORTIERT 1945 THERESIENSTADT BEFREIT                                                                                               | St.-Vitus-Gasse 30                     | Klara Nägele                   |
|              | | Beethovenstraße 45                     | Walter Pagel                   |
|              | | Beethovenstraße 45                     | Magdalena Pagel                |
|              | | Beethovenstraße 45                     | Bernhard Pagel                 |
|              | IM ELEONORENHAUS LEBTE IRENE SCHÄFER JG. 1937 EINGEWIESEN IN MEHRERE HEILANSTALTEN 'VERLEGT' 17.9.1940 GRAFENECK ERMORDET 17.9.1940                                               | Mühltalstraße 101 · Handschuhsheim ·   | Irene Schäfer (1937–1944)      |

### Kirchheim
| Stolperstein | Inschrift | Verlegeort             | Name, Leben |
| ------------ | --- | ---------------------- | --- |
|              | HIER WOHNTE ALBERT BODEM JG. 1923 DEPORTIERT 1943 ERMORDET IN SOBIBOR                                                                        | Häuselgasse 28         | Albert Bodem |
|              | HIER WOHNTE CHARLOTTE BODEM JG. 1920 FLUCHT 1939 ENGLAND                                                                                     | Häuselgasse 28         | Charlotte Bodem verh. Harrel |
|              | HIER WOHNTE KARL BODEM JG. 1891 GEDEMÜTIGT / ENTRECHTET TOT 20.4.1943                                                                        | Häuselgasse 28         | Karl Bodem |
|              | HIER WOHNTE LUDWIG BODEM JG. 1919 FLUCHT 1937 USA                                                                                            | Häuselgasse 28         | Ludwig Bodem |
|              | HIER WOHNTE MARIA CHAIMOWA BODEM GEB: ZWORNICK JG. 1899 DEPORTIERT 1943 ERMORDET IN AUSCHWITZ                                                | Häuselgasse 28         | Maria Chaimowa Bodem geb. Zwornick, auch Majam |
|              | HIER WOHNTE ALBERT FRITZ JG. 1899 WIDERSTANDSGRUPPE LECHLEITER VERHAFTET 1942 'HOCHVERRAT' VOLKSGERICHTSHOF HINGERICHTET 24.2.1943 STUTTGART | Albert-Fritz-Straße 52 | Albert Fritz wurde Januar 1899 in Hornberg geboren. Nach abgeschlossener Lehre war er als Eisendreher tätig. 1921 wurde er Mitglied der Kommunistischen Partei Deutschlands (KPD). Ab 1925 lebte er in Heidelberg und war bis 1933 Mitglied des Stadtrates. Zwischen 1931 und 1933 hatte er die Funktion des Sekretärs der KPD Baden-Pfalz inne. 1933 wurde er als Arbeiterfunktionär verhaftet und war 13 Monate im KZ Ankenbuck interniert. 1935 kam es erneut zu einer Verhaftung wegen Verteilung illegaler Schriften und der Unterstützung der Rote Hilfe Deutschlands, mit anschließend 15 Monaten Haft. Danach schloss er sich der Widerstandsgruppe Georg Lechleiters an. Nachdem die Gruppe verraten wurde, kam es zur Verhaftung von Albert Fritz, sowie Anklage wegen Vorbereitung zum Hochverrats und seiner Hinrichtung am 24. Februar 1943. |

### Neuenheim
In Neuenheim wurden 68 Stolpersteine an 21 Adressen verlegt. (Stand Ende 2022)
| Stolperstein | Inschrift | Verlegeort                      | Name, Leben |
| ------------ | --- | ------------------------------- | --- |
|              | HIER WOHNTE PAUL BECKER JG. 1902 EINGEWIESEN 1932 HEILANSTALT WIESLOCH 'VERLEGT' 17.9.1940 GRAFENECK ERMORDET 17.9.1940 AKTION T4                                        | Hirschgasse 1 · Neuenheim ·     | Paul Becker (1902–1940) |
|              | HIER WOHNTE BETTY BLUM GEB. LIEBHOLD JG. 1880 GEDEMÜTIGT / ENTRECHTET FLUCHT IN DEN TOD 26.12.1939                                                                       | Bergstraße 44                   | Betty Blum wurde am 22. November 1880 in Rohrbach geboren. Sie war Tochter des Tabakunternehmers Max Liebhold und dessen Ehefrau Amalie (geborene Krämer). Sie war seit 1903 mit Julius Blum verheiratet und als Hausfrau tätig. Ihr Mann verstarb am 7. Juni 1932. Sie starb durch Suizid am 26. Dezember 1939. |
|              | HIER WOHNTE ISIDOR BLUMBERG JG. 1865 DEPORTIERT 1940 GURS TOT 20.12.1940                                                                                                 | Handschuhsheimer Landstraße 47a | Isidor Blumberg |
|              | HIER WOHNTE SARA BLUMBERG GEB. EISENBURG JG. 1864 DEPORTIERT 1940 GURS TOT 13.12.1940                                                                                    | Handschuhsheimer Landstraße 47a | Sara Blumberg geb. Eisenburg |
|              | HIER WOHNTE LENI BLUMENTHAL GEB. BLUM JG. 1919 FLUCHT 1938 HOLLAND ENGLAND ÜBERLEBT                                                                                      | Bergstraße 44                   | Leni Blumenthal (geboren als Leni Dina Blum) wurde am 24. Oktober 1919 in Heidelberg geboren. Ihre Eltern waren Julius und Betty Blum. Von 1929 bis 1936 Besuch des Mädchenrealgymnasiums und Mitgliedschaft im deutsch-jüdischen Jugendbund. Von 1936 bis 1938 war sie auf einem Internat in der Schweiz und machte dort im März 1938 ihr Abitur. Nach einem kurzen Aufenthalt bei ihrer Mutter in Heidelberg emigrierte sie nach Großbritannien. Dort war sie zunächst an einer Internatsschule und danach von 1939 bis 1951 als Büroangestellte tätig. Sie heiratete am 18. März 1944 den aus Dessau stammenden Theodor Blumenthal. Sie war Mitarbeiter beim Jewish Refugees Committee und der links orientierten Freien Deutschen Jugend. Am 12. Februar 1951 kam es zur Rückkehr nach Heidelberg und Tätigkeit als Sekretärin in einem Anwaltsbüro. November 1952 folgte das staatliche Dolmetscherdiplom und Tätigkeit als Fremdsprachenassistentin am deutschen Krebsforschungszentrum. Sie starb am 27. Januar 2002 in Heidelberg.                                                                                             |
|              | HIER WOHNTE PAULA DEUTSCH GEB. FRANKENTHAL JG. 1900 AUSGEWIESEN 1940 UNGARN INTERNIERT BUDAPEST DEPORTIERT 1944/45 ERMORDET IN AUSCHWITZ                                 | Werderstraße 17                 | Paula Deutsch |
|              | HIER WOHNTE SALOMON DEUTSCH JG. 1893 AUSGEWIESEN 1940 UNGARN INTERNIERT BUDAPEST DEPORTIERT 1944/45 ERMORDET IN AUSCHWITZ                                                | Werderstraße 17                 | Salomon Deutsch |
|              | HIER WOHNTE DR. ELISE DOSENHEIMER JG. 1868 DEPORTIERT 1940 GURS FLUCHT 1941 USA                                                                                          | Blumenthalstraße 36             | Elise Dosenheimer wurde am 22. Dezember 1868 in Ungstein geboren. Sie besuchte die Volksschule und danach die Höhere Töchterschule in Bad Dürkheim und Speyer. Ab 1904 das Studium, zunächst als Gasthörerin, der Philosophie in Berlin und Jena und in Heidelberg. Sie machte im Juni 1908 ihr Abitur in Mannheim und studierte Deutsche Philologie, Philosophie und Geschichte in München und Jena. 1912 folgte die Promotion in Jena. Sie war als Publizistin in Jena, München und auch in Heidelberg tätig und hielt bis 1933 Vorlesungen über Literatur an der Universität Jena. 1929 zog sie nach Heidelberg. Am 22. Oktober 1940 wurde sie, als Jüdin, in das Internierungslager Gurs deportiert. Mit Hilfe des Sohnes ihrer Nichte war es ihr möglich das Lager zu verlassen und bei diesem in Pau unterzukommem. 1941 emigrierte sie über Lissabon in die USA, wo sie am 3. Dezember in New York eintraf. Sie verstarb am 11. April 1959 in New York City. |
|              | | Mönchhofstraße 15               | Dr. Frieda Fromm-Reichmann (1889–1957) |
|              | HIER WOHNTE DR. JOHANNA GEISSMAR JG. 1877 UNFREIWILLIG VERZOGEN 1934 BÄRENTAL 1935 SAIG DEPORTIERT 1940 GURS ERMORDET 1942 AUSCHWITZ                                     | Moltkestraße 6                  | Johanna Geissmar wurde am 7. Dezember 1877 in Mannheim geboren. Sie war die Schwester des Jakob Geißmar. Ihr Großvater war der Sinsheimer Rabbiner David Jakob Geismar. 1909 begann sie in Heidelberg ihr Studium der Medizin. Im Ersten Weltkrieg war sie im Lazarettdienst tätig. Nach dem Krieg eröffnete sie 1920 eine Kinderarztpraxis, bis es 1933 zum Entzug der Kassenzulassung und der Praxisaufgabe kam, woraufhin sie in den Schwarzwald nach Saig zog. Am 22. Oktober 1942 wurde sie nach Gurs deportiert und am 12. August 1942 in das KZ Auschwitz. Offiziell wurde sie am 8. Mai 1945 für tot erklärt. Als Todestag wird ihr Ankunftstag in Auschwitz-Birkenau festgehalten: der 14. August 1942. |
|              | | Kuno-Fischer-Straße 4           | Dr. Max Hachenburg (1860–1951) |
|              | | Kuno-Fischer-Straße 4           | Elisabeth (Liese) Hachenburg (1892–1943) |
|              | | Kuno-Fischer-Straße 4           | Dr. Hans Hachenburg (1897–1975) |
|              | | Kuno-Fischer-Straße 4           | Dr. Hildegard Hachenburg, geb. Thomas (1899–1975) |
|              | | Kuno-Fischer-Straße 4           | Ulrich Hachenburg, später Roger William Harrison (1926–2008) |
|              | HIER WOHNTE DR. ANNA HAMBURGER JG. 1873 DEPORTIERT 1940 GURS FLUCHT 1941 USA ÜBERLEBT                                                                                    | Helmholtzstraße 18              | Anna Hamburger |
|              | HIER WOHNTE DR. KLARA HAMBURGER JG. 1873 DEPORTIERT 1940 GURS FLUCHT 1941 USA ÜBERLEBT                                                                                   | Helmholtzstraße 18              | Klara Hamburger |
|              | HIER WOHNTE WILLI HARTLIEB JG. 1915 STERILISIERT 1935 KRANKENHAUS LÖRRACH EINGEWIESEN 1943 HEILANSTALT WIESLOCH 'VERLEGT' 5.6.1944 HEILANSTALT HADAMAR ERMORDET 5.6.1944 | Quinckestraße 69 · Neuenheim ·  | Willi Hartlieb (1915–1944) |
|              | HIER WOHNTE ALICE HOCHHERR JG. 1912 FLUCHT USA ÜBERLEBT | Uferstraße 20                   | Alice Hochherr |
|              | HIER WOHNTE ELLA HOCHHERR GEB. LIESER JG. 1886 FLUCHT 1939 HOLLAND INTERNIERT WESTERBORK DEPORTIERT 1943 THERESIENSTADT BEFREIT                                          | Brückenstraße 51 ⊙              | Ella Hochherr (geborene Lieser) wurde am 19. Januar 1886 in Cochem geboren. Sie ermigrierte am 14. Januar 1939 in die Niederlande. Am 24. Januar 1943 wurde sie zunächst im Durchgangslager Westerbork interniert und am 20. April 1943 nach Theresienstadt deportiert. Am 21. Juni 1945 wanderte sie aus und ging zunächst nach Holland und dann in die USA, wo sie 1976 verstarb. |
|              | HIER WOHNTE FRIEDA HOCHHERR GEB. CARLEBACH JG. 1882 DEPORTIERT 1940 GURS 1942 AUSCHWITZ ERMORDET                                                                         | Uferstraße 20                   | Frieda Hochherr |
|              | HIER WOHNTE GUSTAV HOCHHERR JG. 1872 DEPORTIERT 1940 GURS TOT 21.12.1941                                                                                                 | Uferstraße 20                   | Gustav Hochherr |
|              | HIER WOHNTE HEINRICH 'HEINZ' HOCHHERR JG. 1910 FLUCHT 1938 HOLLAND INTERNIERT WESTERBORK DEPORTIERT 1942 AUSCHWITZ ERMORDET 18.8.1942                                    | Brückenstraße 51 ⊙              | Heinrich Hochherr wurde am 3. Juli 1910 in Düsseldorf geboren. 1937 floh er zunächst in die Schweiz und dann in die Niederlande. Am 15. Juli 1942 wurde er nach Auschwitz deportiert und dort am 17. oder 18. August 1942 ermordet. |
|              | HIER WOHNTE LISELOTTE HOCHHERR JG. 1920 FLUCHT ENGLAND 1940 HOLLAND INTERNIERT WESTERBORK DEPORTIERT 1942 AUSCHWITZ ERMORDET 30.9.1942                                   | Brückenstraße 51 ⊙              | Liselotte (Hanna) Hochherr wurde am 19. September 1920 in Heidelberg geboren. Sie war die Tochter von Simon Hochherr und seiner Frau Ella. Am 24. April 1937 reiste sie aus in die Schweiz und dann nach Großbritannien, um dort ihre Dolmetscherausbildung fortzusetzen. Auf Wunsch ihrer Eltern kam sie nach Amsterdam. Später wurde sie mit ihrer Familie im Durchgangslager Westerbork interniert und am 15. Juli 1942 nach Auschwitz deportiert. Dort wurde sie am 28. August oder am 30. September 1942 ermordet. |
|              | MARGOT HOCHHERR GEB. BÄHR JG. 1911 FLUCHT 1938 HOLLAND INTERNIERT WESTERBORK DEPORTIERT 1942 AUSCHWITZ ERMORDET 18.7.1942                                                | Brückenstraße 51 ⊙              | Margot Hochherr |
|              | HIER WOHNTE SIMON HOCHHERR JG. 1882 FLUCHT 1939 HOLLAND INTERNIERT WESTERBORK DEPORTIERT 1943 THERESIENSTADT 1944 AUSCHWITZ ERMORDET 18.10.1944                          | Brückenstraße 51 ⊙              | Simon Hochherr wurde am 2. März 1882 in Berwangen geboren. Er war Fabrikant und zusammen mit seinem Bruder Ferdinand Inhaber der Zigarrenfabrik B. Hochherr u. Co. GmbH. Anfang der 1920er war er Mitbegründer des Vereins gesetzestreuer Juden in Heidelberg und 1933 dessen Vorsitzender. 1937 emigrierte er in die Schweiz und am 14. Januar 1939 nach Holland. Die Firma der Familie wurde 1938 aufgelöst. Januar 1943 wurde er ins Durchgangslager Westerbork und am 20. April 1943 nach Theresienstadt deportiert. Am 18. Oktober 1944 brachte man ihn nach Auschwitz, wo er ermordet wurde. |
|              | HIER WOHNTE SUSANNE HOCHHERR JG. 1939 INTERNIERT WESTERBORK DEPORTIERT 1942 AUSCHWITZ ERMORDET 18.7.1942                                                                 | Brückenstraße 51 ⊙              | Susanne Hochherr |
|              | | Moltkestraße 10                 | Camilla Jellinek |
|              | HIER WOHNTE LUCIA 'LUCIE' KUHN GEB. SELIGMANN JG. 1883 DEPORTIERT 1940 GURS INTERNIERT DRANCY 1942 AUSCHWITZ ERMORDET                                                    | Weberstraße 7                   | Lucia Kuhn |
|              | HIER WOHNTE WERNER KUHN JG. 1920 FLUCHT 1939 SCHWEIZ TOT 17.9.1943 LA SARRAZ                                                                                             | Weberstraße 7                   | Werner Kuhn |
|              | HIER WOHNTE CONRAD LESER JG. 1915 FLUCHT 1934 SCHWEIZ 1939 ENGLAND | Bergstraße 32                   | Conrad Leser wurde am 3. März 1915, als Sohn von Guido und Irmingard Leser, in Heidelberg geboren. 1933 machte er sein Abitur und begann sein Studium der Mathematik an der Universität Heidelberg. Am 14. Oktober emigrierte er in die Schweiz und setzte in Bern und schließlich in Zürich sein Studium fort und wo er 1939 in Mathematik promovierte. Im gleichen Jahr emigrierte er wegen des Arbeitsverbots in der Schweiz nach Großbritannien. Er versuchte von dort weiter in die USA zu ziehen, bekam jedoch kein Visum. Zu Beginn des Zweiten Weltkriegs wurde er zwar als Flüchtling vor dem NS-Regime anerkannt, wurde aber dennoch 1940 als Enemy Alien in mehreren Lagern, bei Huyton, der Isle of Man und auch in Kanada interniert. Nach seiner Rückkehr nach England nahm er die britische Staatsbürgerschaft an. 1941 und 1942 war er Forschungsassistent an der University of Manchester. 1947 habilitierte er an der University of Glasgow und hatte dort bis 1955 eine Lehrtätigkeit inne. Danach besetzte er bis zu seiner Emeritierung, im Jahre 1980, den Lehrstuhl für Ökonometrie an der University of Leeds. |
|              | HIER WOHNTE GUIDO LESER JG. 1883 BERUFSVERBOT 1933 GEDEMÜTIGT / ENTRECHTET FLUCHT IN DEN TOD 26.10.1942                                                                  | Bergstraße 32                   | Guido Leser wurde am 16. Oktober 1883 in Heidelberg geboren. Sein Vater war Emanuel Leser. Guido war als Amtsgerichtsrat tätig und Mitglied der Deutschen Demokratischen Partei. Von 1919 bis 1921 war er Abgeordneter der DDP im Landtag der Republik Baden. Er wurde im Mai 1933 in den vorzeitigen Ruhestand versetzt. Drei Jahre später zog er am 30. Juni 1936 nach Berlin und beging dort am 26. Oktober 1942 zusammen mit seiner Ehefrau Irmingard (geborene Meyer) Selbstmord. Dem Selbstmord ist eine Aufforderung zur Deportation nach Theresienstadt vorausgegangen. |
|              | HIER WOHNTE IRMINGARD LESER GEB. MEYER JG. 1888 GEDEMÜTIGT / ENTRECHTET FLUCHT IN DEN TOD 26.10.1942                                                                     | Bergstraße 32                   | Irmingard Leser (geborene Meyer) wurde am 1. Mai 1888 in Heidelberg geboren. Sie war mit Guido Leser verheiratet und als Hausfrau tätig. 1936 zog sie zusammen mit ihrem Mann nach Berlin, wo sie mit diesem 1942, nach vorausgegangener Aufforderung zur Deportation nach Theresienstadt, Selbstmord beging. |
|              | HIER WOHNTE AMALIE 'MALLY' LIEBHOLD GEB. MARX JG. 1893 FLUCHT 1939 HOLLAND PALÄSTINA ÜBERLEBT                                                                            | Bergstraße 86                   | Amalie Liebhold (geborene Marx) wurde am 24. November 1893 in Bruchsal geboren. Sie war die Tochter des Tabakhändlers Karl Marx und seiner Frau Bertha (geborene Groß). Sie machte eine Ausbildung zur Psychotherapeutin in Berlin. Acht Monate nach dem Tod ihres Mannes Michael Liebhold floh sie am 31. August 1939 nach Amsterdam und lebte dort mit ihrer Mutter bei der Tante Marie Schöndorff (geborene Groß). Im November emigrierte sie dann über Rotterdam nach Palästina und beging am 26. Dezember 1945 in Jerusalem Selbstmord. |
|              | HIER WOHNTE KLAUS LIEBHOLD JG. 1919 FLUCHT 1936 SCHWEIZ 1941 USA ÜBERLEBT                                                                                                | Bergstraße 86                   | Klaus Gerhard Liebhold wurde am 3. Januar 1919 in Heidelberg geboren. Er ging dort von 1929 bis 1933 auf das Realgymnasium (heutiges Helmholtz-Gymnasium) und danach bis 1936 auf das Kolleg bis zur elften Klasse. April 1936 zog er in die Schweiz und ging dort bis zu seinem Abitur 1938 auf eine Privatschule in St. Gallen. Bis zu seiner Emigration über Frankreich und Spanien in die USA im Mitte des Jahres 1941 galt er in der Schweiz als mittelloser Flüchtling, der sich teilweise der Schwarzarbeit betätigte und auch ein Jahr in einem Arbeitslager verbrachte. In den USA war er von 1942 bis 1945 Soldat in der US-Armee und ab 1946 als Übersetzer und dann als sogenannter „Information Specialist“ (Informationsfachmann) tätig. 1948 heiratete er und hatte drei Kinder. Am 31. Dezember 2002 verstarb Klaus in Santa Barbara. |
|              | HIER WOHNTE MARTIN LIEBHOLD JG. 1916 FLUCHT 1937 USA ÜBERLEBT | Bergstraße 86                   | Martin Liebhold wurde am 21. Juli 1916 in Heidelberg geboren. Er verließ 1933 das Gymnasium und ging auf eine kaufmännische Handelsschule. Am 14. Januar 1934 zog er nach Pforzheim und begann eine kaufmännische Lehre. Am 16. Juni 1937 emigrierte er in die USA und war Soldat in der United States Army. Er heiratete 1943 und hatte drei Kinder. Nach dem Krieg gründete er eine Möbelfabrik in Los Angeles und verstarb am 19. November 1999 in Maricopa. |
|              | HIER WOHNTE MICHAEL 'MICHEL' LIEBHOLD JG. 1883 VERHAFTET 1938 DACHAU TOT AN HAFTFOLGEN 27.12.1938                                                                        | Bergstraße 86                   | Michael Liebhold wurde am 7. Juni 1883 in Heidelberg-Rohrbach geboren. Er war Sohn des Zigarren- und Tabakfabrikanten Max Liebhold und seiner Frau Amalie (geborene Krämer). Nach dem Tod des Vaters übernahm er mit seinem Cousin den Betrieb. Am 11. November 1938 wurde er bis zum 20. Dezember im KZ Dachau interniert. Er starb am 27. Dezember 1938 in Heidelberg, an den Folgen der Internierung. Er war verheiratet mit Amalie Liebhold und war der Bruder von Betty Blum. |
|              | HIER WOHNTE RUTH LIEBHOLD GEB. MARX JG. 1914 FLUCHT 1938 USA ÜBERLEBT | Bergstraße 86                   | Ruth Agnes Liebhold wurde am 7. Juni 1914 in Heidelberg geboren. Seit 1931 war sie Mitglied im Jüdischen Pfadfinderbund Deutschland und absolvierte bis 1932 ein Volontariat am Hygiene-Institut Heidelberg. Danach folgte eine MTA Ausbildung in Berlin. Am 5. April kam sie zurück nach Heidelberg und absolvierte ein weiteres Volontariat als technische Assistentin am Psychologischen Institut. Von Oktober 1935 bis Juni 1937 war sie als Laborantin am Israelitischen Krankenhaus Hamburg tätig und emigrierte am 27. April 1938 in die USA, wo sie als MTA tätig war und am 3. Juli 1983 in Glenview verstarb. |
|              | HIER WOHNTE BERTHA 'BERTHEL' MARX GEB. GROS JG. 1870 FLUCHT 1939 HOLLAND INTERNIERT WESTERBORK DEPORTIERT 1943 SOBIBOR TOT AUF TRANSPORT 23.7.1943                       | Bergstraße 86                   | Bertha Marx wurde am 18. Juli 1870 in Bruchsal geboren. Sie war Hausfrau und mit dem Kaufmann Karl Marx (1863–1928) verheiratet. Eine ihrer beiden Töchter war Amalie Liebhold. Seit 1932 wohnte sie bei ihrer Tochter Amalie. Am 2. August 1939 reiste sie in die Niederlande aus. Sie wurde später zunächst in das Durchgangslager Westerbork und dann am 20. Juli 1943 in das Vernichtungslager Sobibor deportiert. Sie verstarb während des Transports am 23. Juli 1943. |
|              | | Bergstraße 44                   | Frieda Mayer |
|              | | Brückenstraße 29                | Karl Moser (1876–1945) |
|              | HIER WOHNTE ERNA MÜLLER GEB. WOLFF JG. 1890 DEPORTIERT 1940 GURS INTERNIERT DRANCY 1942 AUSCHWITZ ERMORDET                                                               | Weberstraße 5                   | Erna Müller |
|              | HIER WOHNTE DR. FRIEDRICH MÜLLER JG. 1878 DEPORTIERT 1940 GURS INTERNIERT DRANCY 1942 AUSCHWITZ ERMORDET                                                                 | Weberstraße 5                   | Friedrich Müller |
|              | HIER WOHNTE EDWIN ISIDOR REIS JG. 1871 VERHAFTET 31.7.1936 GEFÄNGNIS HEIDELBERG ENTLASSEN 28.8.1936 FLUCHT 1937 HOLLAND INTERNIERT 1943 WESTERBORK MIT HILFE ÜBERLEBT    | Hölderlinweg 8                  | Edwin Isidor Reis (1871–1953) |
|              | HIER WOHNTE MATHILDE REIS GEB. STADECKER JG. 1876 GEDEMÜTIGT/ENTRECHTET FLUCHT 1939 HOLLAND USA                                                                          | Werderplatz 6                   | Mathilde Reis (1876–1952) |
|              | HIER WOHNTE WILHELM REIS JG. 1901 FLUCHT 1933 ÖSTERREICH ´SCHUTZHAFT´ 15.3.1938 KZ BUCHENWALD ENTLASSEN 15.12.1938 FLUCHT 1938 HOLLAND 1940 PALÄSTINA USA                | Werderplatz 6                   | Wilhelm Reis (1901–1950) |
|              | HIER WOHNTE JULIUS RINKLIN JG. 1903 ZEUGE JEHOVAS VERHAFTET 1937 VERBREITUNG BIBLISCHER LITERATUR 1937 KISLAU DACHAU TOT 10.6.1938                                       | Ziegelhäuser Landstraße 31      | Julius Rinklin (1903–1938) |
|              | | Weberstraße 13                  | Dr. Hermann Rosenfeld (1893–1942) |
|              | | Ladenburger Straße 36           | Jakob (auch Schyie), gen. Oskar Sipper (1893–nach 1939, für tot erklärt) |
|              | | Ladenburger Straße 36           | Sala (auch Siesel, Zisla und Ziola) Sipper, geb. Feuer (1886–nach 1939, für tot erklärt) |
|              | | Ladenburger Straße 36           | Berta Sipper (1918–?, für tot erklärt) |
|              | | Ladenburger Straße 36           | Klara Rachel Sipper, verh. Katz (1921–nach 1939) |
|              | | Ladenburger Straße 36           | Emma Sipper, verh. de Vries (1923–nach 1939) |
|              | | Ladenburger Straße 36           | Hermann Sipper (1929–nach 1939) |
|              | | Rahmengasse 18                  | Hermann (Hirsch) Sipper (1883–1973) |
|              | | Rahmengasse 18                  | Fanny Sipper, geb. Ball (1885–1957) |
|              | | Rahmengasse 18                  | Israel Sipper (1910–1993) |
|              | | Rahmengasse 18                  | Klara (Regina) Sipper, verh. Stanger (1912–1979) |
|              | | Rahmengasse 18                  | Selma (gen. Emmi) Welkem Sipper, verh. Lourie (1913–1995) |
|              | HIER WOHNTE DR. MAX FREIHERR VON WALDBERG JG. 1858 BERUFSVERBOT 1933 GEDEMÜTIGT / ENTRECHTET TOT 6.11.1938                                                               | Mönchhofstraße 14 · Neuenheim · | Max Freiherr von Waldberg (1858–1938) |
|              | HIER WOHNTE VIOLETTA FREIFRAU VON WALDBERG GEB. PLATSCHEK JG. 1877 GEDEMÜTIGT / ENTRECHTET FLUCHT IN DEN TOD 10.4.1942                                                   | Mönchhofstraße 14 · Neuenheim · | Violetta Freifrau von Waldberg, geborene Platschek (1877–1942) |
|              | HIER WOHNTE ANNELIESE WEIL GEB. WEIL JG. 1910 FLUCHT 1939 USA ÜBERLEBT                                                                                                   | Uferstraße 20                   | Anneliese Weil |
|              | HIER WOHNTE ARTHUR WEIL JG. 1897 'SCHUTZHAFT' 1938 DACHAU FLUCHT 1939 USA ÜBERLEBT                                                                                       | Uferstraße 20                   | Arthur Weil |
|              | HIER WOHNTE ILSE WEIL GEB. HOCHHERR JG. 1906 GEDEMÜTIGT / ENTRECHTET TOT 1937                                                                                            | Uferstraße 20                   | Ilse Weil |
|              | HIER WOHNTE INGEBORG WEIL JG. 1929 FLUCHT 1939 USA ÜBERLEBT | Uferstraße 20                   | Ingeborg Weil |
|              | HIER WOHNTE JULIUS WEIL JG. 1864 DEPORTIERT 1940 GURS TOT 5.3.1943 | Uferstraße 20                   | Julius Weil |
|              | HIER WOHNTE ÄNNI WEINER JG. 1919 FLUCHT 1934 USA | Brückenstraße 4                 | Änni Weiner |
|              | HIER WOHNTE KLARA WEINER GEB. RENNERT JG. 1895 FLUCHT 1934 USA | Brückenstraße 4                 | Klara Weiner geb. Rennert, gen. Klara |
|              | HIER WOHNTE MANFRED WEINER JG. 1922 FLUCHT 1934 USA | Brückenstraße 4                 | Manfred Weiner |
|              | HIER WOHNTE MAX WEINER JG. 1893 FLUCHT 1934 USA | Brückenstraße 4                 | Max Weiner gen. Max |
|              | HIER WOHNTE MIA WEINER JG. 1922 FLUCHT 1934 USA | Brückenstraße 4                 | Mia Weiner |

### Pfaffengrund
| Stolperstein | Inschrift | Verlegeort     | Name, Leben |
| ------------ | --- | -------------- | ----------- |
|              | HIER WOHNTE MAJA BITSCH JG. 1926 EINGEWIESEN 1937 PFLEGEANSTALT MOSBACH 'VERLEGT' 17.9.1940 GRAFENECK ERMORDET 17.9.1940 AKTION T4 | Im Schaffner 6 | Maja Bitsch |

### Rohrbach
Im Stadtteil Rohrbach wurden 37 Stolpersteine an zehn Adressen verlegt. (Stand Ende 2022)
| Stolperstein | Inschrift | Verlegeort                          | Name, Leben                                 |
| ------------ | --- | ----------------------------------- | ------------------------------------------- |
|              | HIER GEHENKT 28.8.1944 ANATOLIJ BACHATSCHOW JG. 1923 ZWANGSARBEITER VERSCHLEPPT AUS DER UKRAINE                                                  | Heinrich-Fuchs-Straße 96            | Anatolij Bachatschow                        |
|              | HIER WOHNTE BERTHA BEER GEB. HOCHSTÄDTER JG. 1890 DEPORTIERT 1940 GURS INTERNIERT DRANCY 1942 AUSCHWITZ ERMORDET                                 | Rathausstraße 64                    | Bertha Beer                                 |
|              | HIER WOHNTE ERNST BERTHOLD BEER JG. 1920 FLUCHT 1938 USA                                                                                         | Rathausstraße 64                    | Ernst Beer                                  |
|              | HIER WOHNTE SIGMUND BEER JG. 1886 'SCHUTZHAFT' 1938 DACHAU DEPORTIERT 1940 GURS INTERNIERT DRANCY 1942 AUSCHWITZ ERMORDET                        | Rathausstraße 64                    | Sigmund Beer                                |
|              | HIER GEHENKT 28.8.1944 ALEKSEJ BJELOW JG. 1922 ZWANGSARBEITER WAGGONFABRIK FUCHS VERSCHLEPPT AUS RUSSLAND                                        | Heinrich-Fuchs-Straße 96            | Aleksej Bjelow                              |
|              | HIER GEHENKT 28.8.1944 PAWEL CHREBOR JG. 1923 ZWANGSARBEITER VERSCHLEPPT AUS DER UKRAINE                                                         | Heinrich-Fuchs-Straße 96            | Pawel Chrebor                               |
|              | HIER WOHNTE HANS EHRMANN JG. 1923 FLUCHT 1937 USA                                                                                                | Amalienstraße 4 · Rohrbach ·        | Hans Ehrmann (1923–1985)                    |
|              | HIER WOHNTE OSKAR SALOMON EHRMANN JG. 1894 FLUCHT 1937 USA                                                                                       | Amalienstraße 4 · Rohrbach ·        | Oskar Salomon Ehrmann (1894–1940)           |
|              | HIER WOHNTE REGINE EHRMANN GEB. MENGES JG. 1896 GEDEMÜTIGT / ENTRECHTET TOT 6.7.1935                                                             | Amalienstraße 4 · Rohrbach ·        | Regine Ehrmann, geborene Menges (1896–1935) |
|              | HIER WOHNTE ROLF EHRMANN JG. 1925 FLUCHT 1937 USA                                                                                                | Amalienstraße 4 · Rohrbach ·        | Rolf Ehrmann (1925–1966)                    |
|              | HIER GEHENKT 28.8.1944 NIKOLAJ EWDOKIMOW JG. 1924 ZWANGSARBEITER WAGGONFABRIK FUCHS VERSCHLEPPT AUS RUSSLAND                                     | Heinrich-Fuchs-Straße 96            | Nikolaj Ewdokimow                           |
|              | HIER WOHNTE FANNY HEISELBECK GEB. STORCH JG. 1912 AUSGEWIESEN JULI 1939 POLEN 1939 KRAKAU SCHICKSAL UNBEKANNT                                    | Heinrich-Fuchs-Straße 41 (Standort) | Fanny Heiselbeck geb. Storch                |
|              | LEO LESER HEISELBECK JG. 1910 ’POLENAKTION’ 1938 BENTSCHEN/ZBASZYN 1939 KRAKAU SCHICKSAL UNBEKANNT                                               | Heinrich-Fuchs-Straße 41 (Standort) | Leo Leser Heiselbeck                        |
|              | HIER WOHNTE HEDWIG HIMMELSTERN JG. 1889 DEPORTIERT 1940 GURS INTERNIERT DRANCY 1942 AUSCHWITZ ERMORDET                                           | Kirschgartenstraße 103              | Hedwig Himmelstern                          |
|              | HIER WOHNTE ROSALIE HIMMELSTERN GEB. WASSERMANN JG. 1876 DEPORTIERT 1940 GURS TOT 6.1.1941                                                       | Kirschgartenstraße 103              | Rosalie Himmelstern geb. Wassermann         |
|              | HIER WOHNTE ANSELM KAHN JG. 1889 FLUCHT 1940 USA                                                                                                 | Karlsruher Straße 19                | Anselm Kahn                                 |
|              | HIER WOHNTE CLEMENTINE KAHN GEB. VOGEL JG. 1895 FLUCHT 1940 USA                                                                                  | Karlsruher Straße 19                | Clementine Kahn                             |
|              | HIER WOHNTE ELSE KAHN JG. 1890 DEPORTIERT 1940 GURS INTERNIERT DRANCY 1942 AUSCHWITZ ERMORDET                                                    | Karlsruher Straße 19                | Else Kahn                                   |
|              | HIER WOHNTE KAROLINE KAHN JG. 1892 DEPORTIERT 1940 GURS INTERNIERT DRANCY 1942 AUSCHWITZ ERMORDET                                                | Karlsruher Straße 19                | Karoline Kahn                               |
|              | HIER WOHNTE BERTA MAYER GEB. HAHN JG. 1884 FLUCHT 1938 ARGENTINIEN                                                                               | Rathausstraße 41                    | Berta Mayer                                 |
|              | HIER WOHNTE IRMA LUISE MAYER JG. 1909 FLUCHT 1934 ARGENTINIEN                                                                                    | Rathausstraße 41                    | Irma Luise Mayer                            |
|              | HIER WOHNTE JOHANNA MAYER JG. 1914 FLUCHT 1934 ARGENTINIEN                                                                                       | Rathausstraße 41                    | Johanna Mayer                               |
|              | HIER WOHNTE KARL MAYER JG. 1868 FLUCHT 1938 ARGENTINIEN                                                                                          | Rathausstraße 41                    | Karl Mayer                                  |
|              | HIER WOHNTE RUTH SOFIE MAYER JG. 1917 FLUCHT 1936 ARGENTINIEN                                                                                    | Rathausstraße 41                    | Ruth Sofie Mayer                            |
|              | HIER WOHNTE BERTHA MENGES GEB. METZGER JG. 1860 GEDEMÜTIGT / ENTRECHTET TOT 11.12.1935                                                           | Amalienstraße 4 · Rohrbach ·        | Bertha Menges, geborene Metzger (1860–1935) |
|              | HIER WOHNTE SOFIE METZGER JG. 1863 GEDEMÜTIGT / ENTRECHTET TOT 13.2.1934                                                                         | Amalienstraße 4 · Rohrbach ·        | Sofie Metzger (1863–1934)                   |
|              | HIER WOHNTE ALFRED SEITZ JG. 1903 WIDERSTANDSGRUPPE LECHLEITER VERHAFTET 1942 'HOCHVERRAT' VOLKSGERICHTSHOF HINGERICHTET 15.9.1942               | Karlsruher Straße 46                | Alfred Seitz                                |
|              | HIER WOHNTE KÄTHE SEITZ GEB. BRUNNEMER JG. 1894 WIDERSTANDSGRUPPE LECHLEITER VERHAFTET 1942 'HOCHVERRAT' VOLKSGERICHTSHOF HINGERICHTET 15.9.1942 | Karlsruher Straße 46                | Käthe Seitz                                 |
|              | HIER GEHENKT 28.8.1944 WASILIJ SKORKIN JG. 1925 ZWANGSARBEITER WAGGONFABRIK FUCHS VERSCHLEPPT AUS RUSSLAND                                       | Heinrich-Fuchs-Straße 96            | Wasilij Skorkin                             |
|              | HIER WOHNTE JAKOB ISAAK STORCH GEN. STERN JG. 1871 ’POLENAKTION’ 1938 BENTSCHEN/ZBASZYN 1938 GORLICE SCHICKSAL UNBEKANNT                         | Heinrich-Fuchs-Straße 41 (Standort) | Jakob Isaak Storch gen. Stern               |
|              | HIER WOHNTE PAULA STORCH GEN. STERN GEB. HOLOSCHÜTZ JG. 1881 FLUCHT 1.7.1939 POLEN 1939 GORLICE SCHICKSAL UNBEKANNT                              | Heinrich-Fuchs-Straße 41 (Standort) | Paula Storch gen. Stern geb. Holoschütz     |
|              | HIER WOHNTE CÄCILIE WAHL GEB. BÄR JG. 1883 GEDEMÜTIGT / ENTRECHTET TOT 15.3.1936                                                                 | Rathausstraße 3 (Standort)          | Cäcilie Wahl                                |
|              | HIER WOHNTE HEINRICH WAHL JG. 1877 FLUCHT 1941 USA                                                                                               | Rathausstraße 3 (Standort)          | Heinrich Wahl                               |
|              | HIER WOHNTE NATHAN WOLFF JG. 1880 'SCHUTZHAFT' 1938 DACHAU FLUCHT 1940 BRASILIEN                                                                 | Rathausstraße 10                    | Nathan Wolff                                |
|              | HIER WOHNTE SOPHIE WOLFF GEB. MÜNZESHEIMER JG. 1857 GEDEMÜTIGT / ENTRECHTET TOT 13.7.1935                                                        | Rathausstraße 10                    | Sophie Wolff                                |
|              | HIER WOHNTE ESTER ZIEGLER JG. 1930 FLUCHT 1.7.1939 POLEN 1939 GORLICE SCHICKSAL UNBEKANNT                                                        | Heinrich-Fuchs-Straße 41 (Standort) | Ester Ziegler                               |
|              | HIER WOHNTE KLARA ZIEGLER GEB. STORCH JG. 1904 FLUCHT 1.7.1939 POLEN 1939 GORLICE SCHICKSAL UNBEKANNT                                            | Heinrich-Fuchs-Straße 41 (Standort) | Klara Ziegler geb. Storch                   |

### Weststadt
Im Stadtteil Weststadt wurden 77 Stolpersteine an 25 Adressen verlegt (Stand Mai 2024).
| Stolperstein | Inschrift | Verlegeort                         | Name, Leben |
| ------------ | --- | ---------------------------------- | --- |
|              | HIER WOHNTE DR. ALFRED BAER JG. 1884 DEPORTIERT 1940 GURS TOT 2.5.1941 RÉCÉBÉDOU                                                                       | Dantestraße 24                     | Alfred Baer wurde am 10. Oktober 1884 in Heidelberg geboren. Sein Studium der Rechtswissenschaften verbrachte er in Heidelberg, Berlin und München. Am 15. August 1921 heiratete er Klara Deutsch in Mainz. Er war als Landgerichtsrat in Mannheim tätig, bis er am 31. Dezember 1935 in den vorzeitigen Ruhestand versetzt wurde. Am 22. Oktober 1940 wurde er ins Lager Gurs deportiert und am 18. März 1941 ins Lager Récébédou. Dort ist er am 2. Mai 1941 verstorben. |
|              | HIER WOHNTE DORIS ELLEN BAER JG. 1923 KINDERTRANSPORT 1939 ENGLAND ÜBERLEBT                                                                            | Dantestraße 24                     | Doris Ellen Lisette Baer wurde am 21. Oktober 1923 in Heidelberg geboren. Sie war die Tochter von Alfred und Klara Baer. Von 1933 bis 1938 besuchte sie ein Gymnasium in Heidelberg. Am 27. März 1939 kam sie mit einem Kindertransport nach Großbritannien. Dort machte sie eine Ausbildung zur Krankenschwester und emigrierte später in die USA. |
|              | HIER WOHNTE HANS DIETER BAER JG. 1926 KINDERTRANSPORT 1939 ENGLAND ÜBERLEBT                                                                            | Dantestraße 24                     | Hans Dieter Maximilian Baer wurde am 20. Oktober 1926, als Sohn von Alfred und Klara Baer, geboren. Von 1933 bis 1938 besuchte er die Volksschule und dann bis 1938 ein Gymnasium in Heidelberg. Mit seiner Schwester Doris kam er am 27. März 1939 mit einem Kindertransport nach Großbritannien. Dort besuchte er bis 1944 die Schule und absolvierte anschließend drei Jahre Militärdienst. 1948 studierte er bis 1951 Chemie und lebte in London. |
|              | HIER WOHNTE KLARA BAER GEB. DEUTSCH JG. 1895 DEPORTIERT 1940 GURS ERMORDET IN AUSCHWITZ                                                                | Dantestraße 24                     | Klara Baer (geborene Deutsch) wurde am 6. September 1895 in Mainz geboren. Mit ihrem Mann Alfred wurde sie im Oktober 1940 in das Lager Gurs deportiert. Sie wurde von ihrem Mann getrennt und wurde am 31. August 1942 nach Auschwitz gebracht. Es wird vermutet, dass sie dort am 10. September 1942 ermordet wurde. |
|              | HIER WOHNTE JULIUS BEER JG. 1849 GEDEMÜTIGT/ENTRECHTET TOT 19. NOV. 1938                                                                               | Bunsenstraße                       | Julius Beer (1849–1938) |
|              | HIER WOHNTE MINA BECHTEL GEB. STREIBICH JG. 1862 EINGEWIESEN 1938 PFLEGEANSTALT SINSHEIM `VERLEGT` 19.7.1940 GRAFENCK ERMORDET 19.7.1940 AKTION T4     |                                    | Mina Bechtel (1862–1940) |
|              | HIER WOHNTE ANNA MARIA BETTMANN JG. 1902 FLUCHT 1933 USA                                                                                               | Dantestraße 14                     | Anna Maria Bettmann wurde am 8. Juni 1902 geboren. |
|              | HIER WOHNTE GERTRUD BETTMANN JG. 1903 FLUCHT 1933 USA                                                                                                  | Dantestraße 14                     | Gertrud Bettmann wurde am 9. September 1903 geboren. |
|              | HIER WOHNTE HANS-WALTER BETTMANN JG. 1907 BERUFSVERBOT 1.4.1933 FLUCHT IN DEN TOD 1.4.1933                                                             | Dantestraße 14                     | Hans-Walter Bettmann wurde am 16. Dezember 1907 geboren. Er war der Sohn von Siegfried und Rosa Bettmann. Er war als Gerichtsassessor tätig. Nachdem er am 1. April 1933 am Amtsgericht wegen seiner jüdischen Herkunft entlassen worden war und an der Tür seines Elternhauses das Boykottzeichen vorgefunden hatte, beging er am Heidelberger Bergfriedhof Selbstmord. |
|              | HIER WOHNTE ROSA BETTMANN GEB. FRIEDMANN JG. 1881 FLUCHT 1938 SCHWEIZ 1939 USA                                                                         | Dantestraße 14                     | Rosa Bettmann (geborene Friedmann) wurde am 7. Januar 1881 in Mannheim geboren. Am 30. März emigrierte sie mit ihrem Mann in die Schweiz und nachdem dieser dort verstorben war in die USA. |
|              | HIER WOHNTE DR. SIEGFRIED BETTMANN JG. 1869 BERUFSVERBOT 1933 FLUCHT 1939 SCHWEIZ TOT 19.10.1939 ZÜRICH                                                | Dantestraße 14                     | Siegfried Bettmann wurde am 16. Juni 1869 in Bayreuth geboren. 1888 begann er sein Studium der Medizin in Heidelberg. 1893 folgte die Promotion beim Psychiater Emil Kraepelin und schließlich 1897 die Habilitation. Ab 1908 hielt er eine außerordentliche Professur sowie die Position des Direktors der Heidelberger Hautklinik inne. 1919 war er Inhaber des Heidelberger Lehrstuhls für Haut- und Geschlechtskrankheiten. Am 1. April 1933 kam es, aufgrund seiner jüdischen Herkunft, zum Judenboykott der Praxis. Oktober 1934 beantragte Siegfried die Emeritierung wurde jedoch zum 1. April 1935 in den Ruhestand versetzt. In der Absicht mit seiner Frau Rosa in die USA auszuwandern folgte im März 1939 die Ausreise aus Deutschland über die Schweiz, wo Siegfried am 19. Oktober 1939 in Zürich verstarb. |
|              | HIER WOHNTE ADELE BOCK JG. 1874 DEPORTIERT 1940 GURS BEFREIT / ÜBERLEBT                                                                                | Zähringerstraße 15                 | Adele Bock wurde am 22. März 1874 in Heidelberg geboren. Ihre Mutter war Betty geb. Guttenstein (1848–1916). Sie hatte zumindest vier Geschwister, die Schwestern Jeanette Schneider (geb. 1868, siehe unten) und Paula Bock sowie die Brüder Isidor (1871–1917) und Moritz (geb. 1872). Paula Bock wanderte bereits 1899 in die Vereinigten Staaten aus und kehrte immer nur vorübergehend nach Heidelberg zurück. Die Familie lebte von 1913 bis 1939 in der Goethestraße 16. Danach wohnte Adele Bock mit ihrer Schwester Jeanette zur Miete in der Zähringerstraße 15. Dies wird auch durch die Volkszählung des Jahres 1939 bestätigt. Am 22. Oktober 1940 wurden die Schwestern in das Internierungslager Gurs nahe den Pyrenäen deportiert. Beide konnten das NS-Regime überleben und wurden am 31. August 1944 befreit. Nach Lageraufenthalten in Nexon, Masseube und Marseille fand sie einen Wohnsitz in Lacaune. 1946 emigrierte sie in die USA. 1961 lebte sie Brooklyn. Mehr ist nicht bekannt. |
|              | HIER WOHNTE HERMANN BÖNING JG. 1894 'VORBEREITUNG ZUM HOCHVERRAT' 1935 ZUCHTHAUS BRUCHSAL 1936 HOHENASPERG TOT IN HAFT 2.10.1939                       | Kaiserstraße 42                    | Hermann Böning |
|              | HIER WOHNTE GUSTAV BOPP JG. 1879 ZEUGE JEHOVAS SONDERGERICHTSURTEIL 1937 'SICHERHEITSVERWAHRUNG' 1937 KZ KISLAU 'SCHUTZHAFT' 1937 DACHAU TOT 12.7.1941 | Zähringerstraße 25                 | Gustav Bopp |
|              | HIER WOHNTE ERICH DEUTSCH YIZHAK DISHON JG. 1925 GEDEMÜTIGT/ENTRECHTET FLUCHT 1939 PALÄSTINA                                                           | Landhausstraße 11                  | Erich Deutsch |
|              | HIER WOHNTE FANNY FRIDA DEUTSCH GEB. WEIL JG. 1896 AUSGEWIESEN 1940 UNGARN INTERNIERT BUDAPEST ERMORDET                                                | Landhausstraße 11                  | Fanny Frida Deutsch |
|              | HIER WOHNTE MANFRED DEUTSCH MENACHEM DISHON JG. 1922 GEDEMÜTIGT/ENTRECHTET FLUCHT 1939 PALÄSTINA                                                       | Landhausstraße 11                  | Manfred Deutsch |
|              | HIER WOHNTE SAUL DEUTSCH JG. 1889 AUSGEWIESEN 1940 UNGARN INTERNIERT BUDAPEST ERMORDET                                                                 | Landhausstraße 11                  | Saul Deutsch |
|              | HIER WOHNTE MAX EISEMANN JG. 1867 DEPORTIERT 1940 GURS INTERNIERT PAU TOT 6.11.1940                                                                    | Blumenstraße 15 · Weststadt ·      | Max Eisemann (1867–1940) |
|              | HIER WOHNTE ALFRED FLOR JG. 1920 VERHAFTET 1938 DACHAU FLUCHT 1940 PALÄSTINA ÜBERLEBT                                                                  | Rohrbacher Straße 18               | Alfred Flor |
|              | HIER WOHNTE ADOLF DAVID FREUND JG. 1887 VERHAFTET 1938 DACHAU DEPORTIERT 1940 GURS TOT 28.12.1940                                                      | Rohrbacher Straße 77a (Standort)   | Adolf David Freund (1887–1940) |
|              | HIER WOHNTE AMALIE FREUND JG. 1920 FLUCHT 1938 USA ÜBERLEBT                                                                                            | Rohrbacher Straße 77a (Standort)   | Amalie Freund (geb. 1920) |
|              | HIER WOHNTE CLARA FREUND GEB. DORNBERGER JG. 1884 FLUCHT 1940 USA ÜBERLEBT                                                                             | Rohrbacher Straße 77a (Standort)   | Clara Freund (1884–1980) |
|              | HIER WOHNTE HEINRICH FREUND JG. 1925 FLUCHT 1940 USA ALS AMERIK. SOLDAT TOT 25.12.1944 IM ÄRMELKANAL                                                   | Rohrbacher Straße 77a (Standort)   | Heinrich Freund (1925–1944) |
|              | HIER WOHNTE UND PRAKTIZIERTE DR. BERTHOLD FUCHS JG. 1890 BERUFSVERBOT 1938 'KRANKENBEHANDLER' PRAXIS VERWÜSTET NOV. 1938 FLUCHT 1940 USA               | Blumenstraße 15 · Weststadt ·      | Dr. Berthold Fuchs (1890–1954) |
|              | HIER WOHNTE LEONTINE GOLDSCHMIDT GEB. VON PORTHEIM JG. 1863 VOR DEPORTATION FLUCHT IN DEN TOD 25.8.1942                                                | Gaisbergstraße 9                   | Leontine Goldschmidt geb. von Portheim Die katholisch getaufte Leontine Goldschmidt (geborene Edle von Portheim) wurde am 17. Februar 1863 in Prag geboren. Sie war seit 1888 mit Victor Mordechai Goldschmidt verheiratet und als Hausfrau tätig. Nach dem Tod ihres Mannes 1933 war sie bis zu ihrem 1935 erzwungenen Rücktritt Vorsitzende der Josefine-und-Eduard-von-Portheim-Stiftung für Wissenschaft und Kunst. Sie nahm sich am 25. August 1942, nach der Aufforderung zur Deportation, das Leben. |
|              | HIER WOHNTE ROSA GRÜNBAUM GEB. NEU JG. 1871 DEPORTIERT 1940 GURS HOSPIZ CADOUIN BEFREIT                                                                | Albert-Mays-Straße 5 · Weststadt · | Rosa Grünbaum, geborene Neu (1871–1958) |
|              | HIER WOHNTE MAX HIRSCH JG. 1867 DEPORTIERT 1940 GURS SCHICKSAL UNBEKANNT                                                                               | Albert-Mays-Straße 11a             | Max Hirsch wurde am 8. August 1867 in Wiesloch geboren. 1910 zog er von St. Johann bei Speyer nach Heidelberg. Er war seit 1911 als Kaufmann in der Maschinen- und Baugerätvertretung tätig und seit 1921 als selbstständiger Unternehmer. 1938 kam es zur Auflösung der Firma. Er wurde zusammen mit seiner Schwester Flora Maienthal am 22. Oktober 1940 in das Internierungslager Gurs deportiert. Aufgrund der Vermittlung seiner Nichte war es ihm und seiner Schwester möglich das Lager am 15. Juni 1941 zu verlassen und in einem Zimmer in Tence unterzukommen. |
|              | HIER WOHNTE ERIKA HOCHHERR JG. 1909 FLUCHT 1936 HOLLAND 1943 SCHWEIZ ÜBERLEBT                                                                          | Kaiserstraße 29                    | Erika Hochherr |
|              | HIER WOHNTE EVA HOCHHERR GEB. MAINZER JG. 1884 FLUCHT 1939 HOLLAND INTERNIERT WESTERBORK DEPORTIERT 1943 SOBIBOR ERMORDET 23.7.1943                    | Kaiserstraße 29                    | Eva Hochherr |
|              | HIER WOHNTE FERDINAND HOCHHERR JG. 1873 FLUCHT 1939 HOLLAND INTERNIERT WESTERBORK DEPORTIERT 1943 SOBIBOR ERMORDET 13.3.1943                           | Kaiserstraße 29                    | Ferdinand Hochherr |
|              | HIER WOHNTE JELLA HOCHHERR JG. 1907 FLUCHT 1939 USA ÜBERLEBT                                                                                           | Kaiserstraße 29                    | Jella Hochherr |
|              | HIER WOHNTE ERICH KAHN JG. 1926 KINDERTRANSPORT 1939 ENGLAND                                                                                           | Bunsenstraße 7                     | Erich Kahn |
|              | HIER WOHNTE HEINZ KAHN JG. 1923 KINDERTRANSPORT 1939 ENGLAND                                                                                           | Bunsenstraße 7                     | Heinz Kahn |
|              | HIER WOHNTE MARTHA KAHN GEB. HERZ JG. 1894 FLUCHT 1939 ENGLAND                                                                                         | Bunsenstraße 7                     | Martha Kahn geb. Herz |
|              | HIER WOHNTE SIEGFRIED KAHN JG. 1881 'SCHUTZHAFT' 1938 DACHAU FLUCHT 1939 ENGLAND                                                                       | Bunsenstraße 7                     | Siegfried Kahn |
|              | HIER WOHNTE ALBERT KAUFMANN JG. 1907 VERHAFTET 1938 DACHAU DEPORTIERT 1940 GURS ERMORDET 4.12.1942 AUSCHWITZ                                           | Rohrbacher Straße 18               | Albert (Israel) Kaufmann wurde am 4. Juni 1907 in Heidelberg geboren. Ermordet in Auschwitz am 4. Dezember 1942. |
|              | HIER WOHNTE GERDA KAUFMANN GEB. FLEISCHHACKER JG. 1913 DEPORTIERT 1940 GURS ERMORDET IN AUSCHWITZ                                                      | Rohrbacher Straße 18               | Gerda Kaufmann |
|              | HIER WOHNTE KAROLINE KAUFMANN GEB. HESS JG. 1868 DEPORTIERT 1940 GURS BEFREIT/ÜBERLEBT                                                                 | Rohrbacher Straße 18               | Karoline Kaufmann |
|              | HIER WOHNTE LUDWIG KAUFMANN JG. 1911 DEPORTIERT 1940 GURS ERMORDET IN AUSCHWITZ                                                                        | Rohrbacher Straße 18               | Ludwig Kaufmann |
|              | HIER WOHNTE ALFRED ABRAHAM LAMMFROMM JG. 1921 FLUCHT 1937 MIT HILFE PALÄSTINA                                                                          | Albert-Mays-Straße 5 · Weststadt · | Alfred Abraham Lammfromm (1921–2015) |
|              | HIER WOHNTE DORA LAMMFROMM GEB. GRÜNBAUM JG. 1897 DEPORTIERT 1940 GURS INTERNIERT DRANCY 1942 AUSCHWITZ ERMORDET                                       | Albert-Mays-Straße 5 · Weststadt · | Dora Lammfromm, geborene Grünbaum (1897–1942/45) |
|              | HIER WOHNTE JONAS LAMMFROMM JG. 1892 GEDEMÜTIGT / ENTRECHTET TOT 8.10.1939                                                                             | Albert-Mays-Straße 5 · Weststadt · | Jonas Lammfromm (1892–1939) |
|              | HIER WOHNTE MAX LEDERMANN JG. 1874 DEPORTIERT 1940 GURS INTERNIERT DRANCY GURS 1942 AUSCHWITZ ERMORDET                                                 | Endemannstraße 11                  | Max Ledermann wurde am 8. September 1874 in Hoffenheim geboren. Er war als Kaufmann tätig und zog am 22. Juni 1937 mit seiner Frau Mina nach Heidelberg. Oktober 1940 wurde er mit seiner Frau in das Lager Gurs und am 10. August 1942 nach Auschwitz deportiert. Er wurde am 8. Mai 1945 für tot erklärt. |
|              | HIER WOHNTE MINA LEDERMANN GEB. ASCHER JG. 1879 DEPORTIERT 1940 GURS INTERNIERT DRANCY 1942 AUSCHWITZ ERMORDET                                         | Endemannstraße 11                  | Mina Ledermann (geborene Ascher) wurde am 27. September 1879 in Weikersheim geboren. Sie war mit Max Ledermann verheiratet und als Hausfrau tätig. Zusammen mit ihrem Mann wurde sie zunächst nach Gurs und dann nach Auschwitz deportiert. Sie wurde zum 8. Mai 1945 für tot erklärt. |
|              | HIER WOHNTE JAKOB LESS JG. 1874 DEPORTIERT 1940 GURS INTERNIERT IN MEHREREN LAGERN FLUCHT 1942 GRENOBLE MIT HILFE ÜBERLEBT                             | Dantestraße 11                     | Jakob Less (1874–1953) |
|              | HIER WOHNTE GERTRUD „TRUDE“ LESS JG. 1906 FLUCHT 1938 USA                                                                                              | Dantestraße 11                     | Gertrud Less (1906–1985) |
|              | HIER WOHNTE JOHANNA LESS GEB. BLUM JG. 1879 DEPORTIERT 1940 GURS INTERNIERT IN MEHREREN LAGERN FLUCHT 1942 GRENOBLE TOT 7. JAN. 1945 LA TRONCHE        | Dantestraße 11                     | Johanna Less, geb. Blum (1879–1945) |
|              | HIER WOHNTE FLORA MAIENTHAL GEB. HIRSCH JG. 1871 DEPORTIERT 1940 GURS TOT 30.7.1943 TENCE                                                              | Albert-Mays-Straße 11a             | Flora Maienthal (geborene Hirsch) wurde am 29. Juli 1871 in Wiesloch geboren. Dort heiratete sie am 30. Juni 1898 den Kaufmann Joseph Maienthal aus Mannheim. Mit diesem hatte sie vier Kinder, von denen drei bis 1925 verstarben und die, am 12. Oktober 1907 geborene, jüngste Tochter Gretel am 27. März 1939 mit ihrem Ehemann Fritz Wolf über Großbritannien in die USA flüchtete. Floras Ehemann Joseph verstarb 1917 und die verwitwete Hausfrau zog am 3. Juni 1933 von Mannheim nach Heidelberg zu ihrem Bruder Max Hirsch. Am 22. Oktober 1940 wurden sie im Rahmen der Wagner-Bürckel-Aktion in das Internierungslager Gurs deportiert. Durch Vermittlung ihrer, in Lyon lebenden, Nichte war es ihr und ihrem Bruder möglich das Lager am 15. Juni 1941 zu verlassen und in einem Zimmer in Tence unterzukommen wo sie am 30. Juli 1943 starb. Ihr Name ist auf dem Glaskubus Mahnmal in Mannheim zu finden. |
|              | HIER WOHNTE LOUISE NEU GEB. BARUCH JG. 1885 VOR DEPORTATION FLUCHT IN DEN TOD 22.10.1940                                                               | Zähringerstraße 15                 | Louise Neu geb. Barusch |
|              | HIER WOHNTE DR. MAXIMILIAN NEU JG. 1877 VOR DEPORTATION FLUCHT IN DEN TOD 22.10.1940                                                                   | Zähringerstraße 15                 | Maximilian Neu |
|              | HIER WOHNTE ELEONORE OPPENHEIMER VERH. STERLING JG. 1925 GEDEMÜTIGT/ENTRECHTET FLUCHT 1938USA                                                          | Bunsenstraße                       | Eleonore Oppenheimer (1925–) |
|              | HIER WOHNTE FLORA OPPENHEIMER GB. BEER JG. 1895 DEPORTIERT 1940 GURS TOT 22: DEZ. 1940                                                                 | Bunsenstraße                       | Flora Oppenheimer (1895–1940) |
|              | HIER WOHNTE FRANZ OPPENHEIMER JG. 1921 GEDEMÜTIGT/ENTRECHTET FLUCHT 1936 ITALIENENGLAND                                                                | Bunsenstraße                       | Franz Oppenheimer (1921–) |
|              | HIER WOHNTE SALY OPPENHEIMER JG. 1886 DEPORTIERT 1940 GURS TOT 23. JAN. 1942                                                                           | Bunsenstraße                       | Saly Oppenheimer (1886–1942) |
|              | HIER WOHNTE DR. ALFRED POLACK JG. 1874 GEDEMÜTIGT / ENTRECHTET TOT 15.4.1940                                                                           | Schillerstraße 18 · Weststadt ·    | Dr. Alfred Polack (1874–1940) |
|              | HIER WOHNTE MARGARETE POLACK GEB. CARO JG. 1872 DEPORTIERT 1940 GURS MEHRERE INTERNIERUNGSLAGER HOSPIZ MACON BEFREIT                                   | Schillerstraße 18 · Weststadt ·    | Margarete Polack, geborene Caro (1872–1940) |
|              | | Bergheimerstraße 4                 | Jenö Rohmanyi |
|              | | Bergheimerstraße 4                 | Erna Rohmanyi |
|              | | Bergheimerstraße 4                 | Rudolf Rohmanyi |
|              | | Bergheimerstraße 4                 | Ludo Rohmanyi |
|              | | Zähringerstraße 4                  | Bernhard Levy |
|              | | Zähringerstraße 4                  | Sophie Levy |
|              | | Zähringerstraße 4                  | Fritz Levy |
|              | HIER WOHNTE JEANETTE SCHNEIDER GEB. BOCK JG. 1868 DEPORTIERT 1940 GURS BEFREIT/ÜBERLEBT                                                                | Zähringerstraße 15                 | Jeanette Schneider geb. Bock wurde am 13. November 1868 in Heidelberg geboren. Sie wurde auch Nanny genannt. Ihre Mutter war Betty geb. Guttenstein (1848–1916). Sie hatte zumindest vier Geschwister, die Brüder Isidor (1871–1917) und Moritz (geb. 1872) sowie die Schwestern Adele (geboren 1874, siehe oben) und Paula (geb. 1875). Die jüngste Schwester wanderte bereits 1899 in die Vereinigten Staaten aus und kehrte immer nur vorübergehend nach Heidelberg zurück. Jeanette Bock heiratete den Chemiker Dr. Richard Schneider (1.10.1862 – 25.9.1920) und zog zu ihm nach Uerdingen. Nach dem Tod ihres Ehemannes kehrte sie 1921 nach Heidelberg zurück war und wohnte zunächst in der familiären Wohnung in der Goethestraße 16 und ab 1929 in der Kronprinzenstraße 18 (der heutigen Dantestraße). 1939 zog sie gemeinsam mit Adele Bock in eine Mietwohnung in der Zähringerstraße 15. Am 22. Oktober 1940 wurden die Schwestern in das Internierungslager Gurs nahe den Pyrenäen deportiert. Nach Lageraufenthalten in Marseille, Noé und Masseube wurde sie am 31. August 1944 befreit. Auch ihre Schwester konnte das NS-Regime überleben. Beide emigrierten in der Folge in die USA. Jeanette Schneider starb im hundertsten Lebensjahre, im Januar 1968, in Newark, NJ. |
|              | HIER WOHNTE IGNATZ SEIDEMANN JG. 1852 GEDEMÜTIGT/ENTRECHTET TOT 20. OKT. 1940                                                                          | Kleinschmidtstraße 23              | Ignatz Seidemann (1852–1940) |
|              | HIER WOHNTE SIEGFRIED SEIDEMANN JG. 1879 BERUFSVERBOT 1933 DEPORTIERT 1940 GURS INTERNIERT LES MILLES FLUCHT 1942 USA                                  | Kleinschmidtstraße 23              | Siegfried Seidemann (1879–1956) |
|              | HIER WOHNTE PAULA SEIDEMANN GEB. WOLFERMANN JG. 1881 GEDEMÜTIGT/ENTRECHTET FLUCHT IN DEN TOD 26. FEB. 1936                                             | Kleinschmidtstraße 23              | Paula Seidemann, geb. Wolfermann (1881–1936) |
|              | HIER WOHNTE BETTY SNOPEK JG. 1899 DEPORTIERT 1940 GURS ERMORDET 1942 AUSCHWITZ                                                                         | Rohrbacher Straße 51               | Betty Snopek |
|              | HIER WOHNTE LUDWIG SNOPEK JG. 1871 FLUCHT 1940 USA ÜBERLEBT                                                                                            | Rohrbacher Straße 51               | Ludwig Snopek |
|              | HIER WOHNTE SARA SNOPEK GEB. ISAAK JG. 1867 FLUCHT 1940 USA ÜBERLEBT                                                                                   | Rohrbacher Straße 51               | Sara Snopek |
|              | DR. ERNST MAX SUSSMANOWITZ JG. 1908 FLUCHT 1933 HOLLAND 1936 UDSSR ERSCHOSSEN 1.11.1938 SIMFEROPOL                                                     | Goethestraße 12 (Standort)         | Ernst Max Sussmanowitz wurde am 21. Februar 1908, als Sohn von Isaak und Laura Sussmanowitz, in Zeiskam geboren. Er besuchte das Gymnasium in Speyer und absolvierte sein Studium der Medizin in Heidelberg. 1933 war er am Pathologischen Institut in Ludwigshafen tätig. Im gleichen Jahr, nachdem er in Mannheim von NS.Studenten tätlich angegriffen wurde, emigrierte in die Niederlande, wo er die Krankenschwester Irene Teitler kennenlernte und heiratete. 1936 siedelte er in die UdSSR und arbeitete dort in einem Krankenhaus bei Simferopol auf der Krim. 1937 wurde er verhaftet und im Rahmen der stalinistischen politischen Säuberungsaktionen ermordet. |
|              | HIER WOHNTE DR. ISAAK SUSSMANOWITZ JG. 1870 DEPORTIERT 1940 GURS TOT 20.11.1940                                                                        | Goethestraße 12 (Standort)         | Dr. Isaak Sussmanowitz wurde am 20. November 1870 in Garsden geboren. Er war als Facharzt für Allgemeinmedizin in Speyer tätig. 1929 zog er mit seiner Frau Laura nach Heidelberg. Am 22. Oktober wurde er nach Gurs deportiert, wo er am 20. November 1940 verstarb. |
|              | HIER WOHNTE LAURA SUSSMANOWITZ GEB. METZGER JG. 1875 DEPORTIERT 1940 GURS INTERNIERT NOÉ MONTAUBAN BEFREIT / ÜBERLEBT                                  | Goethestraße 12 (Standort)         | Laura Sussmanowitz (geborene Metzger) wurde am 12. Februar 1876 in Schwetzingen geboren. Sie heiratete den Arzt Isaak Sussmanowitz und zog mit diesem 1929 nach Heidelberg zu deren Tochter Edith. Von dort wurde sie am 22. Oktober 1940 nach Gurs deportiert. Am 19. Februar 1941 folgte die Verlegung in das Lager Noe und am 18. August 1943 nach Montabaur. 1945 wanderte sie nach Schweden zur Tochter Edith aus. 1966 ist sie in Stockholm verstorben. |
|              | DR. EDITH SZÉKELY GEB. SUSSMANOWITZ JG. 1909 FLUCHT 1933 SCHWEIZ 1936 UDSSR 1938 FINNLAND 1944 SCHWEDEN                                                | Goethestraße 12 (Standort)         | Edith Székely (geborene Sussmanowitz) wurde am 24. April 1909, als Tochter von Isaak und Laura Sussmanowitz, in Zeiskam geboren. Nach dem Abitur am Realgymnasium in Ludwigshafen, begann sie 1928 ihr Medizinstudium in Heidelberg und Berlin. 1930 wurde sie Vorstandsmitglied der studentischen Gruppe Revolutionärer Sozialisten. Aufgrund dieser Tätigkeit wurde sie 1933 nicht zum Staatsexamen zugelassen. Während ihrer Studienzeit lernte sie in Heidelberg ihren späteren Ehemann Lajos Székely kennen. Am 5. Mai 1933 ging sie in die Schweiz, wo sie in Basel ihr Medizinstudium beendete und am 9. Januar 1934 promovierte. 1934 ging sie in die Niederlande, wo sie bis 1936 am Bakteriologischen Institut der Universität in Amsterdam arbeitete. 1936 folgten sie und ihr Ehemann dem Bruder Max in die UdSSR. Dort war sie am Institut für Bluttransfusionen in Leningrad tätig. Nach dem Mord an ihrem Bruder, flüchtete das Ehepaar 1938 vor den stalinischten Säuberungsaktionen nach Finnland und 1944 nach Schweden. Von 1947 bis 1950 ging sie dort in die psychoanalytische Ausbildung und war danach als Psychoanalytikerin tätig. 1957 machte sie ihr Examen in Gerichtsmedizin und eröffnete eine ärztliche Praxis.                                               |
|              | DR. LAJOS SZÉKELY JG. 1904 FLUCHT 1933 HOLLAND 1936 UDSSR 1938 FINNLAND 1944 SCHWEDEN                                                                  | Goethestraße 12 (Standort)         | Lajos Székely wurde am 24. Oktober 1904 in Budapest geboren. Er war Facharzt für Psychiatrie und war von Juli 1931 bis April 1933 wissenschaftlicher Assistent an der Psychiatrisch-Neurologischen Universitätsklinik Heidelberg. Dort lernte er seine Frau Edith kennen. Mit dieser reiste er 1933 in die Niederlande aus und war als Assistent in der Universität von Amsterdam tätig. 1936 folgte er mit seiner Frau deren Bruder in die UdSSR. Dort war er bis 1937 Leiter des psychologischen Laboratoriums am Bechterew'schen Institut in Leningrad tätig. 1938 folgte die Flucht nach Finnland und 1944 die Ausreise nach Schweden. Dort arbeitete der im Archiv des psychologischen Institutes der Universität Stockholm. Seit 1947 war er als freiberuflicher Psychologe tätig und verstarb 1995 in Schweden. |
|              | HIER WOHNTE SELMA WEINBERGER GEB. KAUFMANN JG. 1889 FLUCHT 1937 USA TOT 25.1.1937                                                                      | Rohrbacher Straße 43 · Weststadt · | Selma Weinberger, geborene Kaufmann (1889–1937) |
|              | HIER WOHNTE UND PRAKTIZIERTE DR. SIGMUND WEINBERGER JG. 1878 FLUCHT 1937 USA                                                                           | Rohrbacher Straße 43 · Weststadt · | Dr. Sigmund Weinberger (1878–1968) |

## Verlegedaten

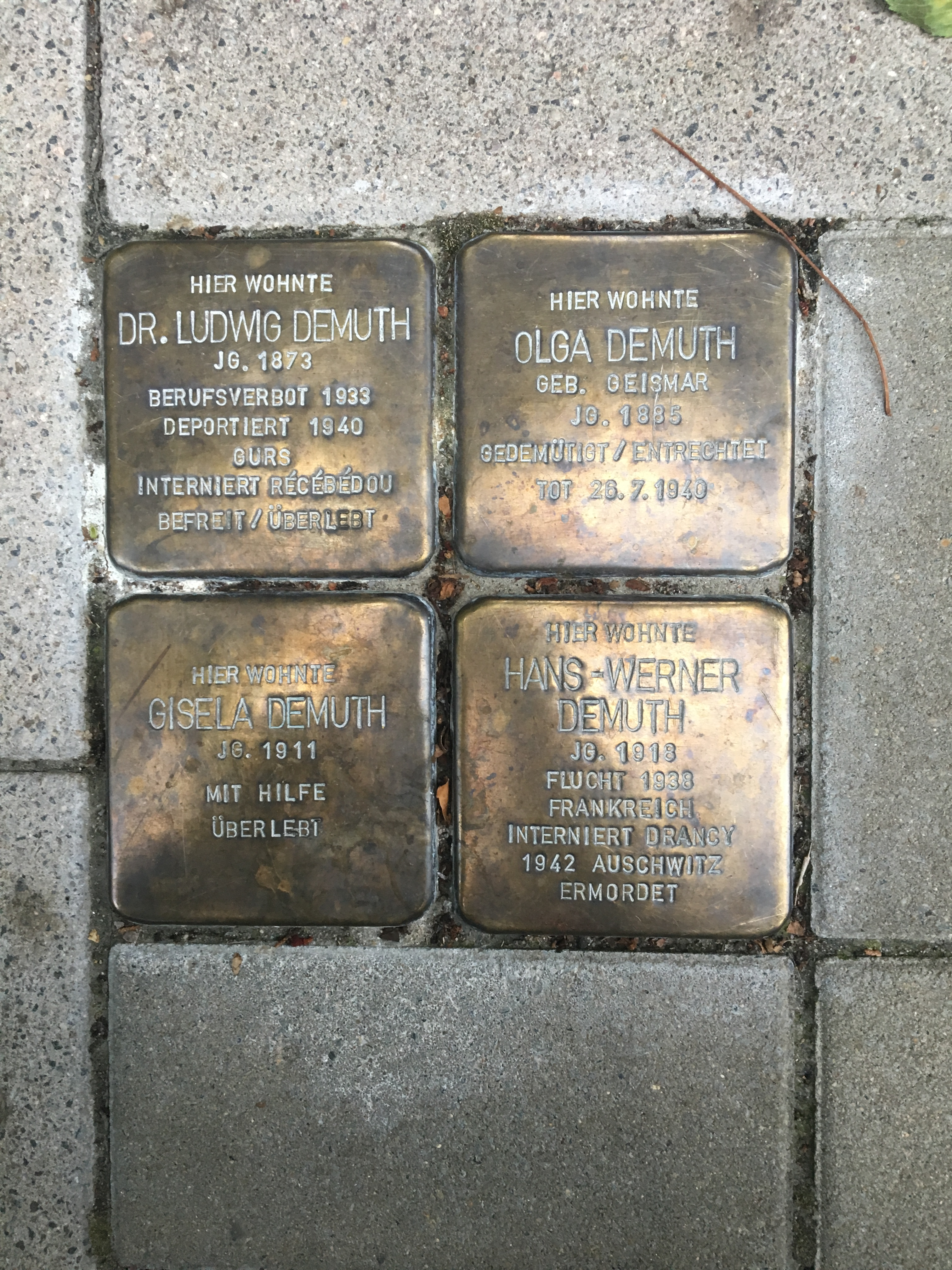
Stolpersteine für Familie Demuth

Die Verlegungen erfolgten durch Gunter Demnig an folgenden Tagen:
- 12. Oktober 2010: Bergstraße 44 (Betty Blum und Leni Blumenthal), Bergstraße 86, Dreikönigstraße 15 und 24, Gaisbergstraße 9, Hauptstraße 121
- 28. November 2011: Rohrbacher Straße 18, Zähringerstraße 15
- 29. November 2011: Dantestraße 24, Kaiserstraße 42, Karlsruher Straße 46, Rohrbacherstraße 77a
- 15. November 2012: Albert-Fritz-Straße 52, Brückenstraße 51, Im Schaffner 6, Kaiserstraße 29, Sofienstraße 1, Uferstraße 20, Werderstraße 17, Ziegelhäuser Landstraße 31
- 15. März 2013: Heinrich-Fuchs-Straße 96
- 16. März 2013: Graimbergweg 1, Marktplatz 7, Moltkestraße 6, Plöck 34
- 17. März 2013: Helmholtzstraße 18, Klingenteichstraße 6, Rohrbacher Straße 51
- 20. November 2014: Bergheimer Straße 81, Blumenthalstraße 36, Dantestraße 14, Friedrich-Ebert-Anlage 41 und 55, Goethestraße 12, Weberstraße 5 und 7
- 6. Februar 2015: Bergstraße 32, Bluntschlistraße 4 (Ehepaar Wertheimer), Hainsbachweg 1, Handschuhsheimer Landstraße 47a, Hauptstraße 187
- 28. Juni 2016: Albert-Mays-Straße 11a, Bluntschlistraße 4 (Ehepaar Engelberg), Endemannstraße 11, Heinrich-Fuchs-Straße 41, Karlsruher Straße 19, Kirschgartenstraße 103, Rathausstraße 3, 10, 41 und 64, Sankt-Vitus-Gasse 30
- 6. Oktober 2017: Bergheimer Straße 118, Brückenstraße 4, Bunsenstraße 7, Häusergasse 28, Plöck 40, Hauptstraße 123, Steubenstraße 36
- 10. Februar 2020: Amalienstraße 4, Schillerstraße 18, Albert-Mays-Straße 5, Blumenstraße 15, Rohrbacher Straße 43, Friedrich-Ebert-Anlage 32, Plöck 73, Ziegelgasse 14, Hauptstraße 111, Plankengasse 2, Hirschgasse 1, Mönchhofstraße 14, Quinckestraße 69, Mühltalstraße 101, St. Michaelsgasse 5, Krahnengasse 6, Große Mantelgasse 12, Karl-Ludwig-Straße 4[36]
- 1. Juli 2021: Bergstraße 44, Beethovenstraße 45, Moltkestraße 10, Bergheimerstraße 4, Zähringerstraße 4, Plöck 10, Hauptstraße 95, Karl-Ludwig-Straße 4, Im Schaffner 6[37]
- 13. September 2022: Brückenstraße 29, Dantestraße 11, Friedrich-Ebert-Anlage 16, Kleinschmidtstraße 23, Kuno-Fischer-Straße 4, Ladenburger Straße 36, Mönchhofstraße 15, Rahmengasse 18, Weberstraße 13, Ziegelhäuser Landstraße 63.[38]
- 7. Februar 2024: Hauptstr. 21 (Theodor Ackermann), Sofienstr. 7 a (Wilhelm  Lacher), Landhausstr. 11 (Familie Deutsch), Zähringerstr. 29 (Familie Hess), Dantestr. 39 (Mina Bechtel), Bunsenstr. 19a (Familie Oppenheimer), Bergheimer Str. 25 (Familie Sternweiler/Wertheimer), Beethovenstr. 39 (Familie Gumbel), Werderplatz 6 (Mathilde und Wilhelm Reis), Hölderlinweg 8 (Edwin Reis)[39]